# Concorde (avion)
Pour les articles homonymes, voir Concorde.
Dimensions

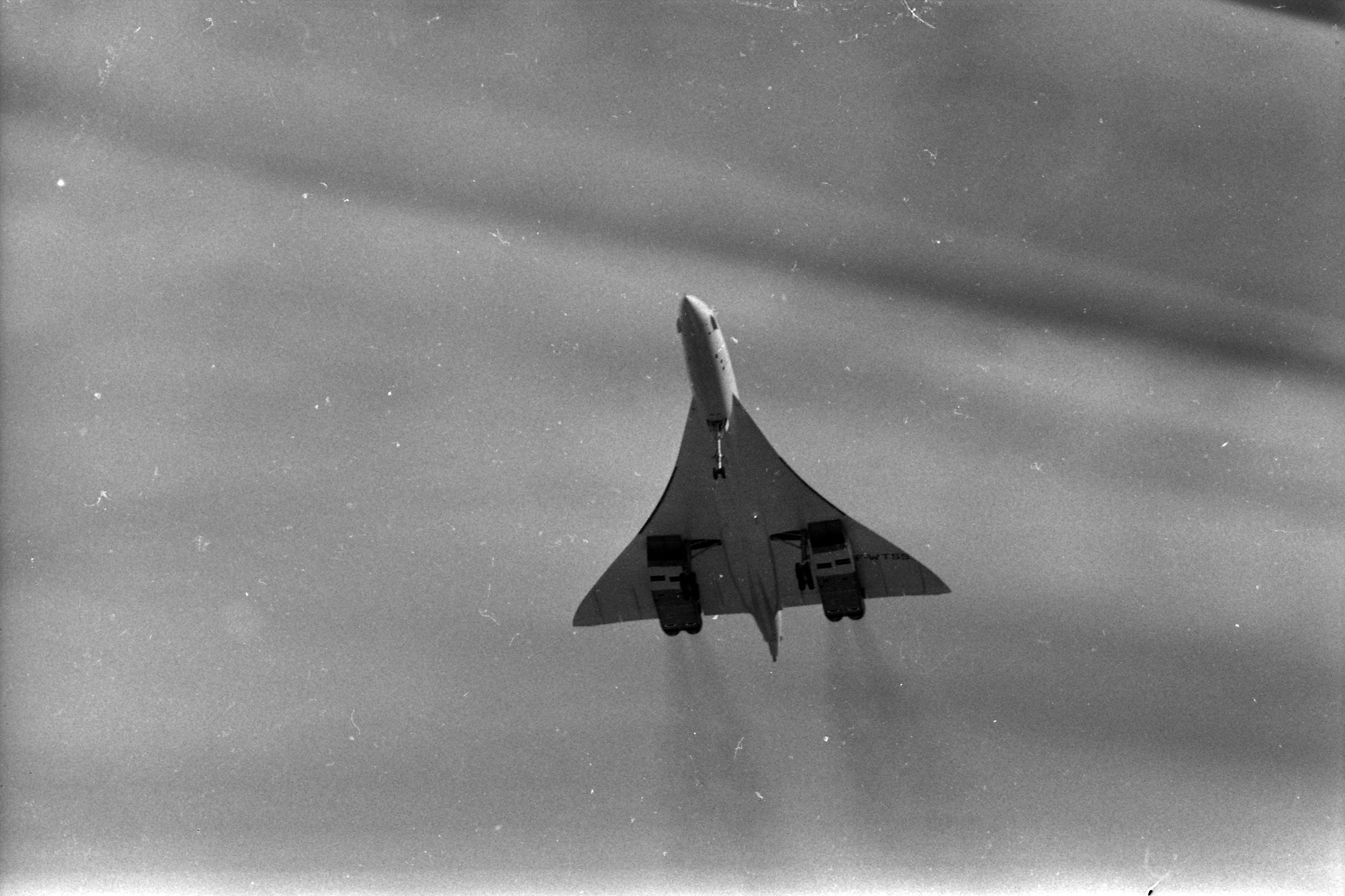
Premier vol du prototype français du Concorde à Toulouse le 2 mars 1969, piloté par André Turcat.

Le Concorde est un avion supersonique. Il s'agit d'un avion de ligne conçu conjointement par Sud-Aviation (devenue par la suite Aérospatiale puis Airbus) et British Aircraft Corporation (devenue ensuite British Aerospace). Il est exploité entre 1976 et 2003 par Air France et British Airways. Son premier vol a eu lieu en 1969.
Sa vitesse de croisière est de Mach 2,04, soit environ 2 172 km/h, à une altitude variant de 16 000 à 18 000 m. Doté d'une aile delta dite « gothique » et de turboréacteurs à postcombustion, développés initialement pour le bombardier britannique Avro Vulcan, il fut le premier avion civil à être équipé de commandes de vol électriques analogiques.
Les vols commerciaux commencèrent le 21 janvier 1976 et prirent fin vingt-sept ans plus tard, entre mai et octobre 2003. La forte consommation de carburant avait rendu l’exploitation de Concorde déficitaire. Son déclin fut précipité par l'accident du vol 4590 d'Air France en juillet 2000, unique accident majeur d'un Concorde, qui entraîna la mort de 113 personnes.
Confiné à des liaisons survolant principalement les mers et océans, à cause du bang supersonique, peu apprécié des populations des villes et villages survolés, et exploité par deux compagnies seulement, l'appareil ne fut produit qu'à vingt exemplaires, dont six non commerciaux pour essais et mise au point. Certaines prévisions estimaient le nombre de commandes du Concorde entre 200 et 300 appareils, 200 étant le seuil de rentabilité pour les investissements liés à son développement. Cependant, il fut l'un des moteurs importants du développement technologique et stratégique européen et eut en plus un fort impact culturel. Avec le Tupolev Tu-144 (lequel n'a transporté des passagers que durant quelques mois), il fut le seul avion supersonique de transport de voyageurs à avoir été exploité pendant une assez longue période.

## Développement

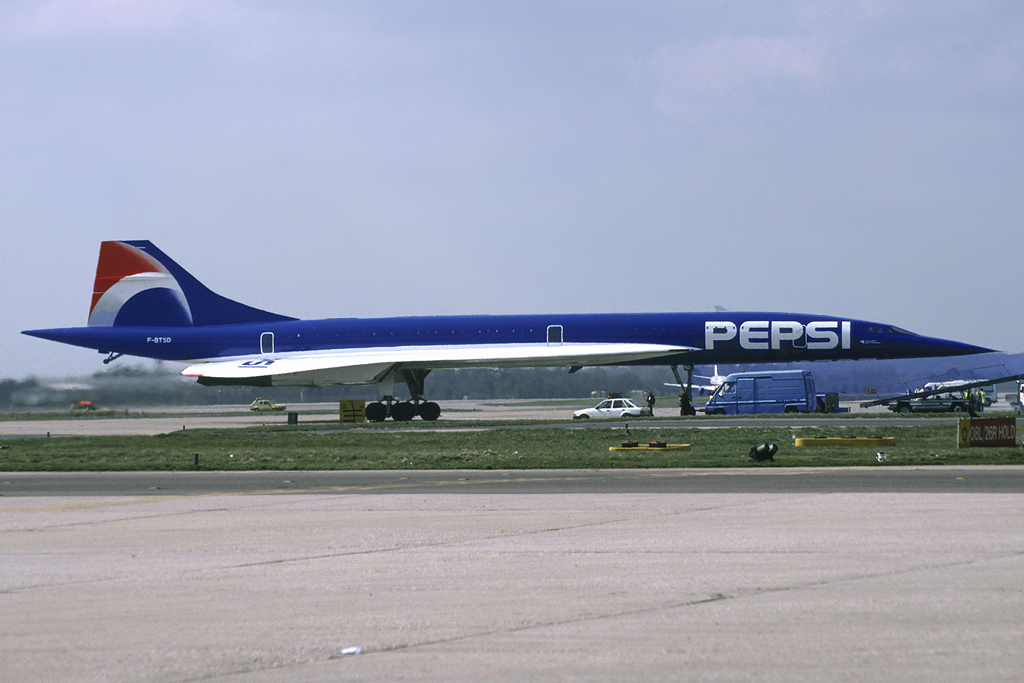
Un Concorde dans la livrée, brièvement utilisée par Air France, aux couleurs de la marque de boisson Pepsi en avril 1996.

Encouragés par les progrès de l’aviation supersonique depuis le franchissement du mur du son par Charles Yeager et son Bell X-1 en 1947, Américains, Soviétiques, Britanniques et Français se lancent dans une course au premier avion supersonique commercial à la fin des années 1950.

### Coopération franco-britannique
L'entreprise française Sud-Aviation et l'entreprise britannique Bristol Aeroplane Company développent respectivement leurs supersoniques Super-Caravelle et Bristol 223. Ces derniers sont financés par leurs gouvernements respectifs, ceux-ci tenant à contrer la domination aérienne américaine. Dans les années 1960, les deux projets sont déjà bien avancés, mais les énormes coûts de développement des appareils amènent les États à faire collaborer les deux entreprises. Le développement du Concorde est donc plus un accord international franco-britannique qu'un accord commercial entre les constructeurs. Le traité de coopération, dont les discussions durent environ un an, est signé le 29 novembre 1962 par Geoffroy de Courcel, ambassadeur de France au Royaume-Uni, et Julian Amery, ministre britannique de l'Aviation.
British Aircraft Corporation (BAC) et Sud Aviation se partagent les coûts de l'appareil, Bristol Aero Engines (racheté par Rolls-Royce en 1966) et SNECMA font de même pour développer le turboréacteur dérivé du Bristol Olympus. Les Britanniques veulent un modèle long-courrier (transatlantique) alors que les Français veulent un moyen-courrier. Le 25 novembre 1964, à la suite des élections générales britanniques du 15 octobre qui conduisent à la victoire du parti travailliste, le Royaume-Uni se retire du projet, mais fait volte-face deux mois plus tard.

### Concord ou Concorde
Le 13 janvier 1963, le président français Charles de Gaulle suggère que l'avion soit baptisé « Concorde » et, le 24 octobre, une première maquette grandeur nature du « Concord » sans « e » est présentée ; une polémique s'ensuit sur le nom de l'avion. Le ministre britannique de la Technologie Tony Benn met fin à la polémique en annonçant : « Le Concord britannique s'écrira désormais avec un « e » car cette lettre signifie aussi Excellence, England, Europe et Entente ».

### Conception
Les travaux d’étude débutent l’année suivante, conjointement dans les bureaux de la BAC et de Sud Aviation. Un cahier des charges est défini, se voulant très innovateur : l’avion doit être capable de voler à plus de Mach 2.0, en emportant 70 passagers minimum sur une liaison transatlantique. Il est alors en concurrence directe avec le Boeing 2707, le Lockheed L-2000 et le Tupolev 144.
L’opinion publique reste d'abord dubitative quant à la conception d’un avion de ligne supersonique, seulement quatre ans après la mise en service de la Caravelle.
Selon le cahier des charges, le Concorde doit être le premier avion civil au monde à disposer de commandes de vol électriques et analogiques, de turboréacteurs à postcombustion, d’un pilote automatique et d’une aile néogothique développée par l’ONERA en France. C’est d’ailleurs ce même organisme qui assure toutes les études aérodynamiques du fuselage et des ailes grâce à des maquettes et une soufflerie supersonique. Tous les plans sont alors entièrement dessinés à la main, parfois en échelle 1:1. Le principal outil de calcul et de simulation est l'ordinateur CDC 3600 du centre de calcul de Courbevoie de Sud-Aviation, qui est connecté à des machines-outils à commande numérique fonctionnant dans l’usine toulousaine de l’avionneur.
C’est également un des premiers programmes aéronautiques au monde à bénéficier d’un simulateur de vol pour l’entrainement des équipages d’essais.

### Innovations techniques
Beaucoup d'améliorations technologiques très communes dans les avions de ligne actuels sont utilisées pour la première fois avec le Concorde.
Le Concorde est le premier avion civil à disposer de commandes de vol entièrement électriques et analogiques : en vol supersonique se produit une augmentation importante de température sur la cellule, ce qui provoque l'allongement du fuselage. Comme une transmission par câbles aurait été trop compliquée, des commandes entièrement électriques sont adoptées. Toujours pour la même raison, l'avion dispose de turboréacteurs reliés en « thrust-by-wire », ancêtres des turboréacteurs actuels contrôlés par FADEC.
Le pilote automatique permet une gestion automatique de la puissance — un dispositif plus connu de nos jours sous le nom d'« auto-manette » —, autorisant un contrôle « mains libres » (ou hands off) de l'avion de la montée initiale à l'atterrissage.
L'électricité à bord est produite par des IDG (Integrated Driving Generator), prédécesseurs de même technologie que ceux montés sur les avions actuels (Airbus et Boeing). Le Concorde dispose de trois circuits hydrauliques à haute pression de 28 MPa (soit 4 000 PSI) pour les composants légers à circuits hydrauliques utilisant un liquide hydraulique à huile synthétique (M2 V) résistant à la température.
Pour le freinage, le Concorde est équipé d'un système SPAD (acronyme de « Système perfectionné anti-dérapant ») de contrôle de glissement, c'est-à-dire de l'écart de vitesse entre roues freinées et roues non freinées, fourni par Hispano-Suiza. Par rapport au principe de contrôle de la décélération angulaire des roues freinées, ce système permet de réduire les distances d'arrêt de 15 % sur sol sec et d'améliorer la sécurité sur sol mouillé. Ce système est repris par Airbus et sur les avions militaires français à partir du Mirage F1. Le système de freinage est contrôlé électriquement. Une commande agit sur une servovalve faisant interface entre la consigne électrique d'entrée et la grandeur hydraulique (débit ou pression) agissant sur les freins hydrauliques. Ce système remplace les commandes classiques hydromécaniques, plus lourdes et plus complexes à installer. Ce système est complété sur les avions d'Airbus par l'orientation de la roue avant sur l'A320. Des disques de freins en carbone ventilés offrent un gain de masse de 500 kg par rapport à des disques en acier, ainsi qu'une meilleure tenue à l'échauffement.
Le rééquilibrage des masses (gestion du centrage) permet une optimisation des performances. Pendant toutes les phases de vol, le carburant est déplacé entre les divers réservoirs afin de positionner au mieux le centre de gravité par rapport au centre de poussée dans la phase de vol concernée (centrage avant en subsonique, centrage arrière pour le vol supersonique).
Des pièces sont usinées à partir d'une ébauche unique (et non issues d'un assemblage), ce qui permet de réduire la masse et la nomenclature des composants. Les gouvernes de direction et élevons sont constitués de matériaux composites. Toutefois, le vieillissement du matériau entraine des pertes partielles de gouvernes, particulièrement de direction.
Certaines de ces nouveautés technologiques ont vingt ans d'avance. Si les coûts de conception sont élevés, cela a toutefois permis aux constructeurs aéronautiques français et anglais de rester dans la course avec les États-Unis, puis de créer Airbus. Nombre de ces améliorations sont maintenant des standards dans les avions de ligne actuels.

### Coopération Rolls-Royce / SNECMA

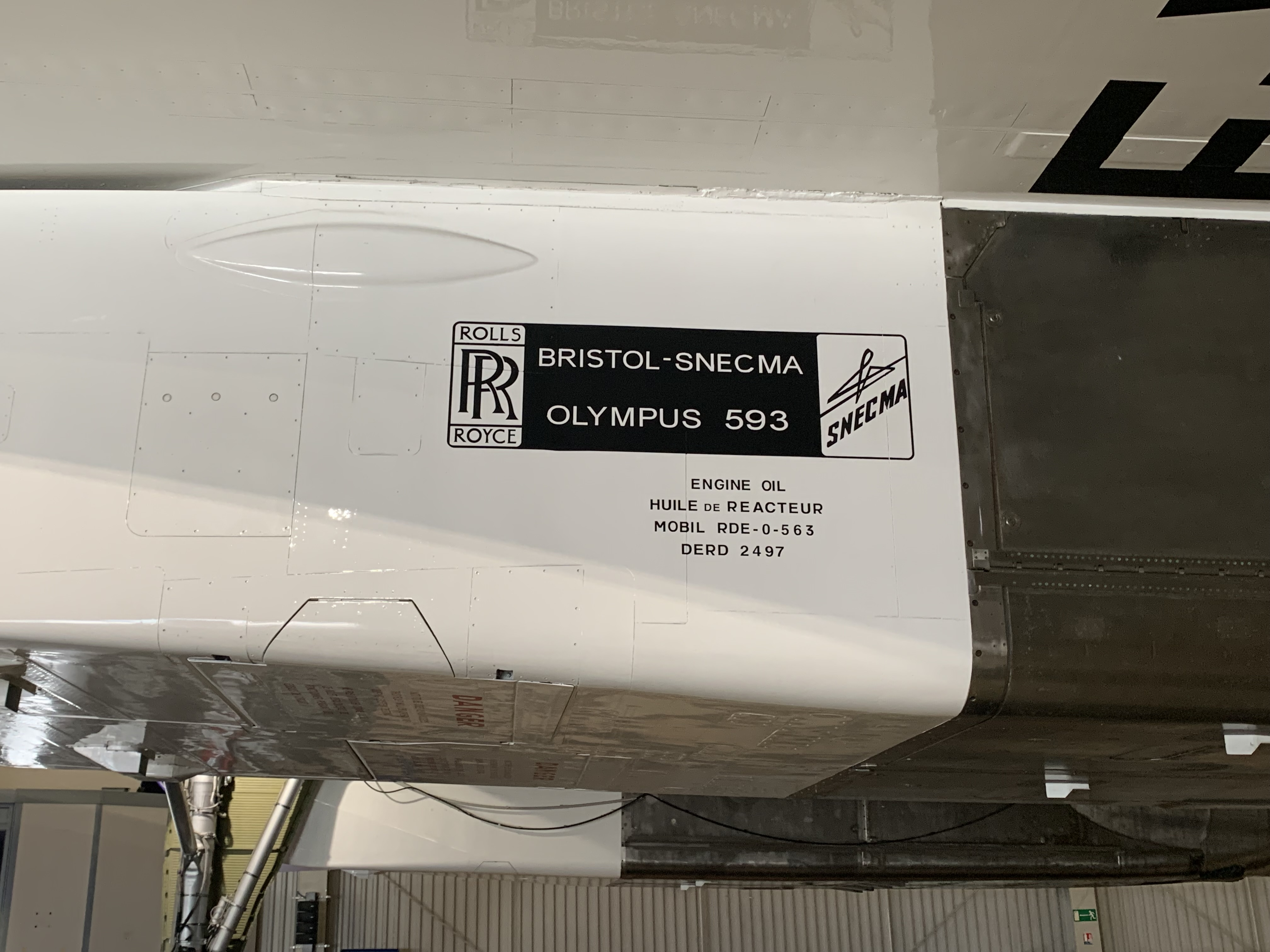
Inscription sur le flanc de la nacelle, indiquant l'association des deux groupes.

Pour atteindre des vitesses supersoniques, le Concorde utilise une version modifiée du Bristol BE10 Olympus, turboréacteur à double flux avec postcombustion qui équipe alors le bombardier stratégique anglais Avro Vulcan et le chasseur TSR.2. Rolls-Royce Plc, alors propriétaire du groupe Bristol Engines, s’associe à la SNECMA pour développer l’Olympus 593 destiné à être monté sur le Concorde.
En effet, l’association des deux groupes n’en est pas à son coup d’essai :
- en 1922, SNECMA (alors appelée Société des Moteurs Gnôme et Rhône) acquiert une licence afin de construire le moteur en étoile Bristol Jupiter ;
- en 1951, la SNECMA a à nouveau signé un accord pour fabriquer sous licence le moteur à piston sans soupapes appelé « Hercule », destiné à l’avion Nord 2501 « Noratlas » ;
- à l’inverse, Bristol achète une licence SNECMA concernant le brevet de l’inverseur de poussée, en échange d’une licence de production du réacteur Orpheus, monté sur l’Étendard VI.

La répartition du travail de chaque société est ainsi la suivante : Rolls Royce se charge de développer un nouveau réacteur de performances basé sur le BE 10 Olympus tandis que SNECMA se charge d’y adapter une postcombustion, un canal d'éjection à tuyère variable, un ensemble d’éjections secondaires incluant un dispositif d'inversion de poussée et un silencieux rétractable.
Le moteur qui en découle et qui est monté sur les Concorde de série est le Rolls-Royce/SNECMA Olympus 593, équipé des tuyères SNECMA Type 28.

### Assemblage et présentation au public

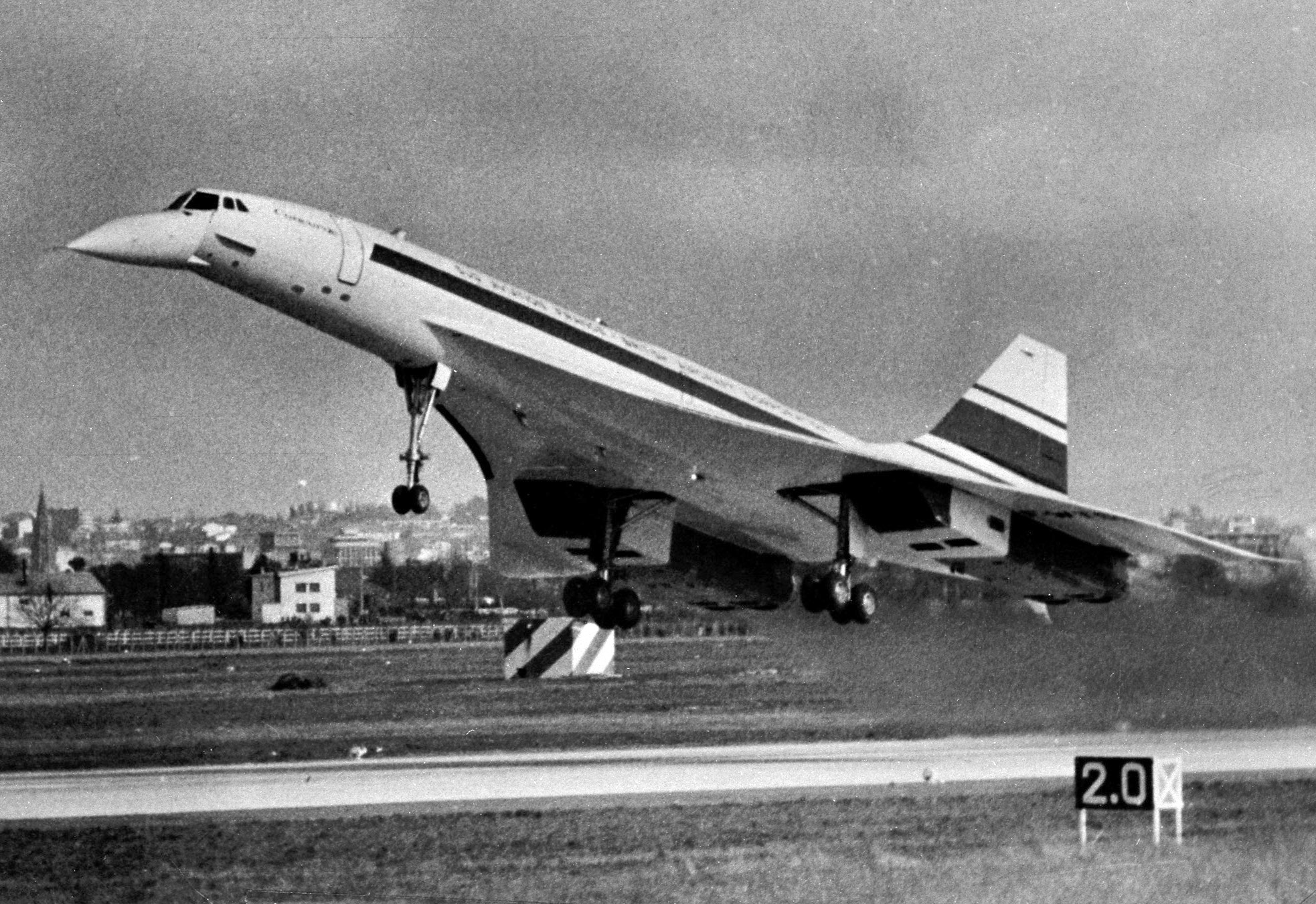
Le prototype Concorde français en postcombustion à pleine puissance au décollage lors de son premier vol, le 2 mars 1969 à l'aéroport de Toulouse-Blagnac. André Turcat chef pilote, se trouve aux commandes avec son équipe : Jacques Guignard, copilote, Michel Rétif, mécanicien navigant, et Henri Perrier, ingénieur navigant. Le vol dure alors 29 minutes.

L'assemblage d'un premier prototype, le Concorde 001, débute à Toulouse en avril 1966 et l'avion sort des hangars le 11 décembre 1967 sous l'immatriculation F-WTSS, « TSS » signifiant « Transport SuperSonique ». Au moins une section est construite en Grande-Bretagne, puis acheminée à Toulouse via Cherbourg dans un des ferries de la compagnie Townsend Thoresen : le jeu entre le colis et la porte du ferry n'excède pas 10 cm de chaque côté. Un second prototype, immatriculé G-BSST, sort des chaînes le 19 septembre suivant. L'avion est présenté officiellement, le 11 décembre 1967. Il est ensuite présenté à la population toulousaine le 28 janvier 1968.
Ces prototypes ne volent pas immédiatement, subissant pendant plusieurs mois des essais au sol, essentiellement de commandes de vol, de motorisation (point fixe), des systèmes de pressurisation de la cabine, et les essais de fatigue de la structure. Se font également plusieurs essais de roulage volontairement interrompus pour tester l’efficacité des barrières de fin de piste.

### Premier vol et essais
Le premier vol d'essai de Concorde 001 a lieu au-dessus de Toulouse, le 2 mars 1969.
L’évènement est sans précédent. Bien qu’il soit reporté de trois jours en raison d’une mauvaise météo, plus de 400 journalistes de tous les pays se ruent autour de l’avion, et des milliers de spectateurs s’amassent dans les gradins et les champs aux alentours de l’aéroport pour espérer le voir s’envoler. À 15 h 38, l’équipage composé des pilotes d’essai André Turcat et Jacques Guignard, de l’ingénieur Henri Perrier et du mécanicien navigant Michel Rétif reçoit l’autorisation de décollage. Les chaines de télévisions retransmettent l’évènement en direct. Après une course de 1 500 m, le Concorde décolle à la vitesse de 180 nœuds (330 km/h), avec un angle de dix degrés. Il monte à l’altitude de 9 000 pieds, où il rejoint un Gloster Meteor et un MS Paris II, chargés de filmer l’évènement. Ayant reçu l’ordre de ne pas actionner le nez ni les trains pour éviter une éventuelle panne hydraulique, le pilote ne dépasse pas la vitesse de 290 nœuds (540 km/h). Au cours du vol, il procède à des essais de gouvernes, changements d'altitude et de vitesse. Après 27 min de vol, il se présente en finale à 170 nœuds (315 km/h), toujours escorté par les chasseurs français. Il se pose en douceur, freine grâce au parachute d’empennage, et rejoint le parking, où les journalistes se ruent pour interviewer l’équipage. Turcat déclare en sortant de l’avion : « La machine vole, et je peux ajouter qu’elle vole bien ! »
Le prototype 001 est rejoint pour les essais par Concorde 002, qui vole pour la première fois un mois plus tard, le 9 avril depuis le Bristol Filton Airport (en).
Ces vols donnent ainsi le coup d'envoi au plus long programme d'essai de toute l'histoire de l'aéronautique civile.

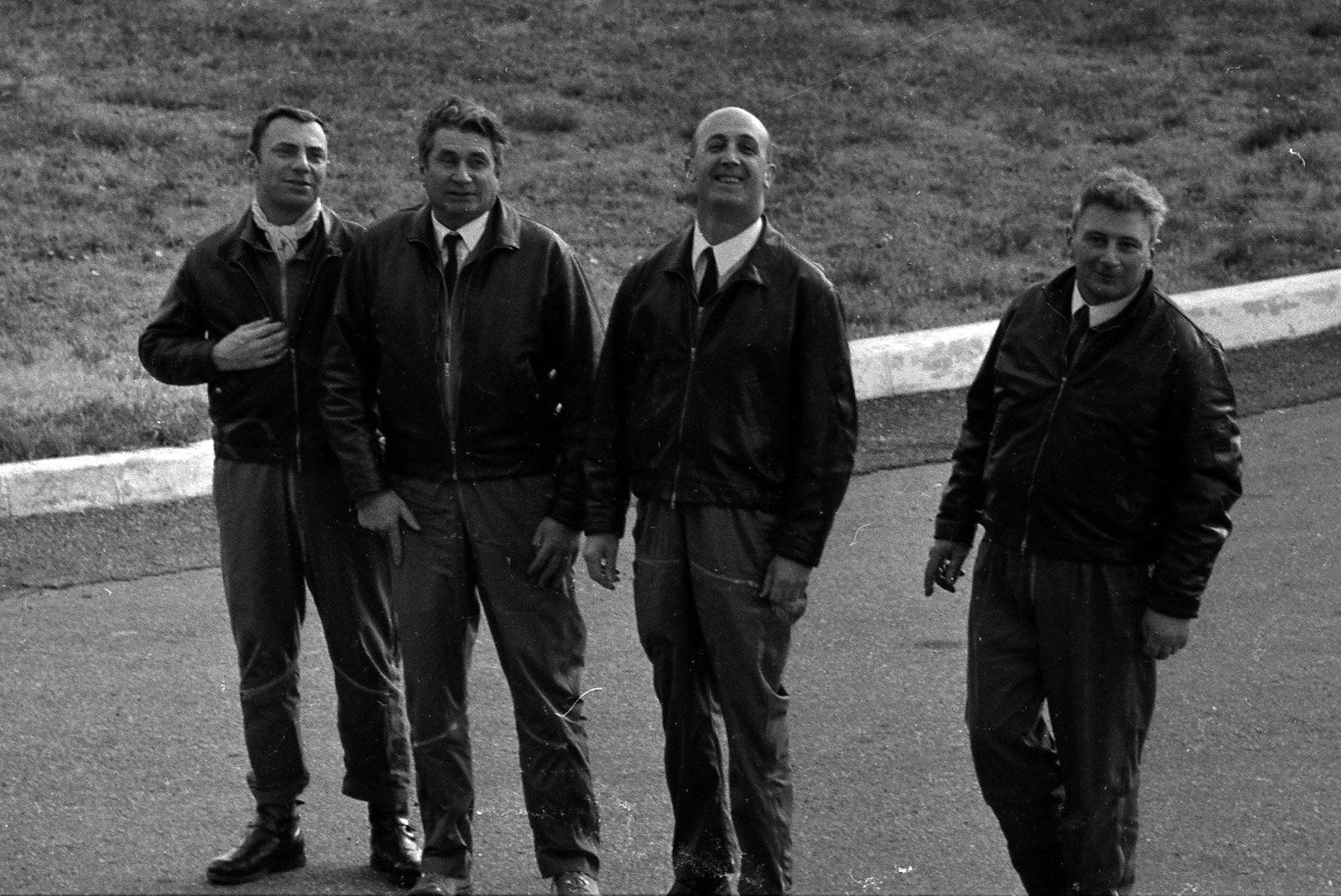
L'équipage complet du premier vol le 2 mars 1969, (de gauche à droite) : Henri Perrier, ingénieur navigant, Jacques Guignard, copilote, André Turcat, chef pilote, et Michel Rétif, mécanicien navigant.

Concorde effectue sa première entrée dans le domaine supersonique le 1er octobre 1969 au cours du 45e vol, piloté par Jean Pinet. Le 4 novembre 1970, au cours de son 102e vol, il atteint Mach 2, vitesse qu'il maintient pendant une durée de 52 minutes. Le programme d'essais en vol se déroulant sans incident, cette version de développement commence les démonstrations destinées au grand public le 4 septembre 1971. Deux appareils de préproduction sont également construits pour les essais, en plus des prototypes. Le premier (no 101) est construit à Filton ; il intègre plusieurs modifications par rapport aux prototypes, dont une voilure plus grande, de 25,6 m d'envergure, un fuselage rallongé et une verrière sur le nez à la place des hublots. Le second appareil (no 102), de construction française, est le premier à avoir l'aspect et les dimensions des futurs avions de série ; le cône de queue est allongé, portant la longueur totale à 61,66 m, et les tuyères 28 à coquilles sont équipées pour la première fois. Les deux premiers avions de série sont également engagés dans le programme d'essais, le premier d'entre eux vole le 6 décembre 1973.
Au cours des essais, Concorde établit des records de vitesse et d'altitude. Le 16 mars 1973, Concorde 001 atteint une altitude de 68 000 pieds, soit plus de 20 700 mètres. Le record de vitesse est établi le 26 mars 1974 à Mach 2,23 par Concorde 101.
En septembre 1980, quatre ans après la mise en service de l'avion, Jean Pinet raconte que lors des trois vols d'essais, Concorde 1 réalisa malgré ses 110 tonnes, une figure acrobatique appelée « tonneau barriqué » : « Il y eut trois vols avec probablement un seul tonneau barriqué au cours de chacun d’eux », écrit-il, « Mais au dernier vol, un ébranlement sonore de la structure – dû probablement à un incident sur les commandes de vol n’appréciant pas l’obligation imprévue à laquelle elles étaient soumises -, rappela chacun à la prudence ».
En juin 1973, peu avant d'être retiré des vols, le prototype 001 est équipé d'appareils de mesure afin de suivre une éclipse de Soleil totale. Le vol a lieu le 30 juin, entre l'aéroport de Gran Canaria (îles Canaries) et Fort-Lamy (maintenant N'Djaména) capitale du Tchad, avec André Turcat aux commandes. L'avion vole à plus de Mach 2,05, à plus de 17 000 mètres d'altitude, et reste ainsi dans l'ombre en suivant l'éclipse pendant 74 minutes,.
Les essais des Concorde enregistrent plus de 5 000 heures de vol sans trop de problèmes, les appareils de présérie et les deux premiers avions de série servant à terminer la mise au point, notamment des entrées d'air. Au total, plus de 2 000 heures de tests sont réalisées à vitesse supersonique. Avec autant d'heures d'essais, le Concorde est testé environ quatre fois plus longtemps qu'un avion commercial subsonique moyen ou long-courrier[réf. nécessaire]. « Malgré sa construction relativement simple, le Concorde est de loin l'avion civil le plus cher qui ait jamais été construit ».

### Commandes et vols de démonstration
En l'absence de toute étude de marché, le consortium estime un potentiel de commandes de plus de cent avions, passées par les principales compagnies aériennes de l'époque. En 1967, un volume global de 69 commandes (plus vraisemblablement des options) est annoncé. Cinq commandes fermes d'appareils sont effectuées par British Airways le 5 avril 1972, la compagnie aérienne devenant ainsi le premier client de l'avion. Le 2 juin 1972, le second prototype 002 effectue des démonstrations au Moyen-Orient et en Extrême-Orient. Celles-ci se concluent par un nombre important de commandes pour l'avion, 74 commandes ou options étant prévues par seize compagnies aériennes, dont huit nord-américaines.
| Client                | Options | Signature          | Annulation      |                                                                           |
| --------------------- | ------- | ------------------ | --------------- | ------------------------------------------------------------------------- |
| Panair do Brasil      | 3       | octobre 1961       | 10 février 1965 |                                                                           |
| Pan Am                | 6       | 3 juin 1963        | 31 janvier 1973 | 2 options suppl. en 1964                                                  |
| Air France            | 6       | 3 juin 1963        |                 | 2 options suppl. en 1964                                                  |
| BOAC                  | 6       | 3 juin 1963        |                 | 2 options suppl. en 1964                                                  |
| Continental Airlines  | 3       | 24 juillet 1963    | Mars 1973       |                                                                           |
| American Airlines     | 4       | 7 octobre 1963     | Février 1973    | 2 options suppl. en 1965                                                  |
| TWA                   | 4       | 16 octobre 1963    | 31 janvier 1973 | 2 options suppl. en 1965                                                  |
| MEA                   | 2       | 4 décembre 1963    | Février 1973    |                                                                           |
| Qantas                | 6       | 19 mars 1964       |                 | 2 annulée en mai 1966                                                     |
| Air India             | 2       | 15 juillet 1964    | Février 1975    |                                                                           |
| Japan Airlines        | 3       | 30 septembre 1965  | 1973            |                                                                           |
| Sabena                | 2       | 1er décembre 1965  | Février 1973    |                                                                           |
| Eastern Airlines      | 2       | 28 juin 1966       | Février 1973    | 2 options suppl. en 15 août 1966 2 autres options suppl. le 28 avril 1967 |
| United Airlines       | 6       | 29 juin 1966       | 26 octobre 1972 |                                                                           |
| Braniff International | 3       | 1er septembre 1966 | Février 1973    |                                                                           |
| Lufthansa             | 3       | 16 février 1967    | Avril 1973      |                                                                           |
| Air Canada            | 4       | 1er mars 1967      | 6 juin 1972     |                                                                           |

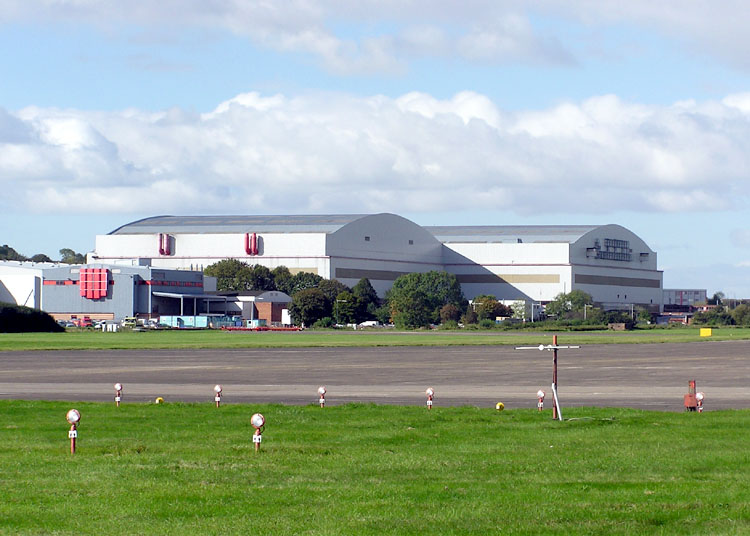
Les hangars de BAe Systems à Filton, où ont été construits les Concorde britanniques.

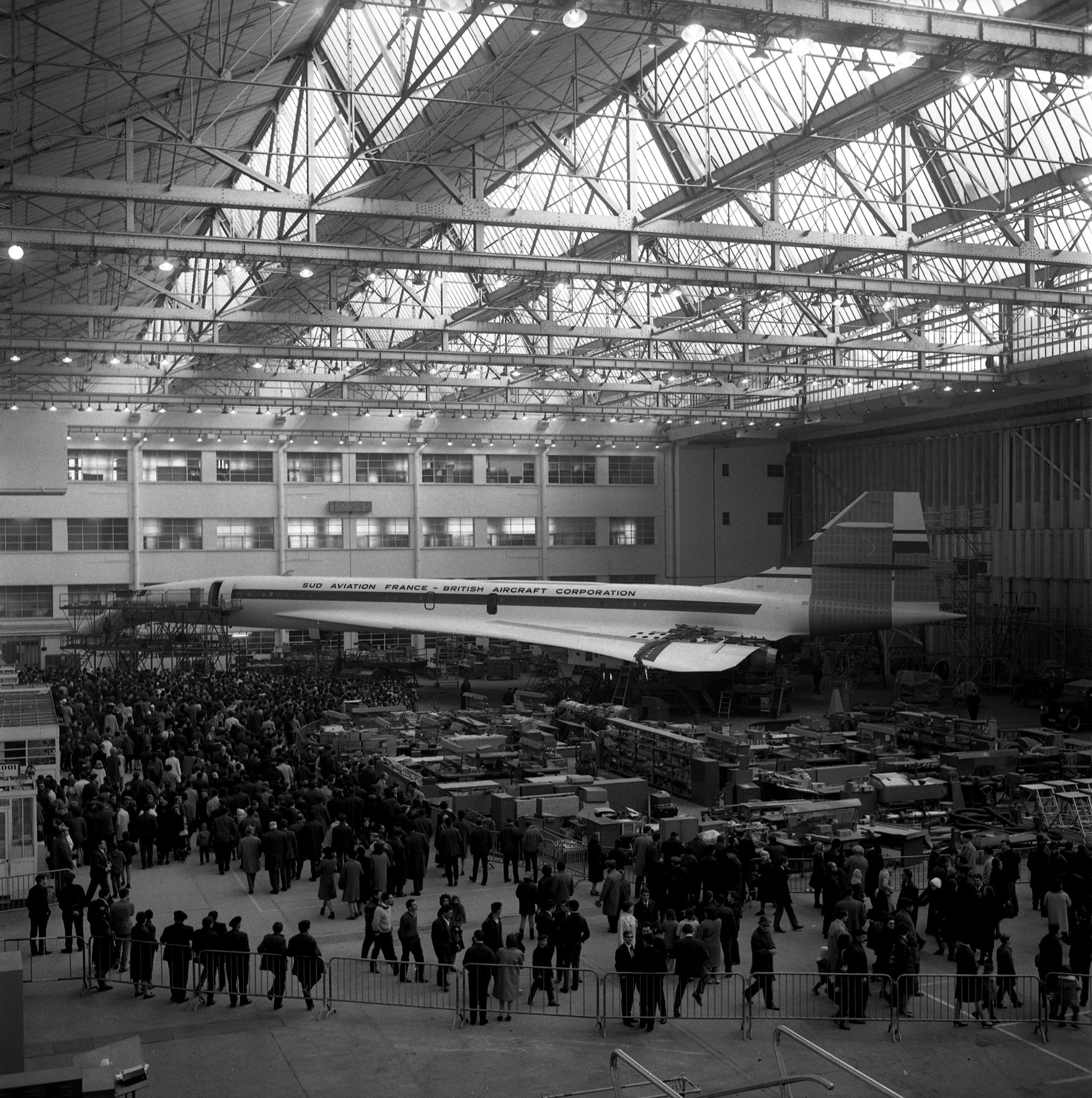
L'usine Sud-Aviation de Saint-Martin-du-Touch, où ont été construits les Concorde français.

Avant même le choc pétrolier, les coûts de conceptions et d'achats du supersonique explosent. Jean-Jacques Servan-Schreiber en 1971 parle de « Vietnam industriel » et quelques voix dissidentes font état que les 11 milliards de francs investis pour le développement seront difficilement rentabilisés, en plus des problèmes touchant à la viabilité de la liaison transatlantique. Cependant, à partir de 1973, une combinaison de nombreux facteurs négatifs causent l'annulation de la presque totalité des commandes en option. Parmi ceux-ci, les plus importants sont le premier choc pétrolier d'octobre 1973, les difficultés financières des compagnies aériennes, l'absence de soutien du projet en Amérique du Nord, l'accident du Tupolev 144 au salon du Bourget, concurrent direct soviétique,, et les problèmes environnementaux, comme les fumées sortant des réacteurs au décollage en postcombustion et le bruit généré par le bang caractéristique du vol en régime supersonique. Finalement, Air France et British Airways restent les seuls acquéreurs de l'avion.
Parmi les autres projets d'avions de ligne supersoniques proposés, seul le projet soviétique aboutit. Le Tupolev Tu-144 est prévu pour transporter 140 passagers à la vitesse de Mach 2. Le prototype soviétique effectue son premier vol le 31 décembre 1968 à la base de Joukovski, près de Moscou[réf. nécessaire], mais n'est finalement vendu qu'à Aeroflot. Leur principal opposant américain, le Boeing 2707, projet techniquement plus audacieux muni d'une cellule en titane et d'une voilure à géométrie variable, est sélectionné en 1966 par le Congrès américain face au Lockheed L-2000. Il doit être capable de transporter 300 passagers à une vitesse proche de Mach 2,7. Cependant, face à de grandes difficultés techniques et de fortes oppositions politiques et environnementales, le projet est annulé cinq ans plus tard, en 1971.
À la suite de cette décision, l'Administration Fédérale Aéronautique (FAA) interdit le survol du territoire américain à vitesse supersonique pour les avions civils, ce qui contribua à l'annulation des commandes de Concorde par les compagnies nord-américaines.
Les deux compagnies aériennes européennes restantes française et anglaise, commencent les vols de démonstration et d'essais vers diverses destinations à partir de 1974. Le Concorde reçoit son certificat de navigabilité le 10 octobre de l'année suivante. Toulouse, en France, et Filton, au Royaume-Uni, sont les deux seuls centres de production des appareils.
Les premiers associés, BAC (qui devint BAE Systems) et Aérospatiale (qui devint EADS), sont les copropriétaires de Concorde. La responsabilité est ensuite transférée à Airbus, lorsque l'entreprise qui regroupe BAE Systems et EADS est fondée[réf. nécessaire].

### Concorde B
Dès les premiers vols commerciaux du Concorde en 1976, Aérospatiale propose de développer une version B, pour réduire le bruit de l'avion et porter sa distance franchissable de 6 800 à 7 500 km (le projet initial français, dénommé Super Caravelle, avait un rayon d'action de 4 500 km). Cela entraine diverses modifications. Au plan aérodynamique, l'envergure est augmentée pour améliorer la finesse, des becs de bord d'attaque sont montés pour augmenter la portance et réduire l'assiette de l'avion aux basses vitesses. La finesse passe ainsi de 3,9 à 4,2 au décollage, de 5 à 5,5 en montée, de 11,5 à 12,9 en vol subsonique (Mach 0,93) et de 7,1 à 7,7 en vol supersonique. Au plan des moteurs, des modifications internes augmentent la poussée à basse vitesse, la réchauffe (postcombustion) est supprimée, la consommation est réduite, notamment entre Mach 1,2 et 1,7 (-20 %), le bruit est réduit.
Le programme n'est jamais lancé, en raison de l'absence de commandes.

## Exploitation commerciale

### Vols réguliers

#### Premier vol commercial

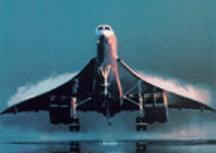
Un Concorde au décollage.

Le premier vol commercial a lieu le 21 janvier 1976, sous la forme de deux vols simultanés organisés par les deux pays partenaires :
- France : un vol de Paris à destination de Rio de Janeiro via Dakar[34] ;
- Grande-Bretagne : un vol de Londres à destination de Bahreïn[35].

Ce double vol inaugural est retransmis à la télévision dans le monde entier en direct. En France, la chaîne TF1 transmet en direct les différentes étapes des vols tout au long de la journée : le journal de 13 h de TF1 est dédié au décollage de Paris et Londres. Les programmes sont interrompus à 15 h 30 pour l'atterrissage du Concorde Air-France à Dakar, puis au journal de 20 h pour l'arrivée en direct à Rio de Janeiro.

#### Vols Air France
- Venezuela : la première liaison commerciale Air France Paris–Caracas via les Açores est effectuée le 9 avril 1976 (avec vol retour le lendemain).
- Suisse : le premier vol Paris–Genève (non régulier) a lieu le 31 août 1976 et dure 37 minutes.
- États-Unis : L'interdiction au Concorde d'atterrir sur le territoire des États-Unis, les autorités portuaires de ce pays invoquant des raisons environnementales et des nuisances sonores, gêna les compagnies qui voulaient faire des trajets transatlantiques. Le 4 février 1976, le secrétaire américain aux transports William Coleman lève l'interdiction pour les vols supersoniques au-dessus des eaux territoriales et autorise les atterrissages à Washington et à New York ; mais le 11 mars, les autorités portuaires new-yorkaises opposent pour six mois le survol local au Concorde[39]. Avec le peu de choix qu'elles ont en destinations, Air France et British Airways commencent les liaisons transatlantiques avec Washington (District de Columbia) le 24 mai. En 1977, les nuisances sonores que les New-Yorkais devaient subir sont éclipsées par les avantages que procure le Concorde, et la liaison Paris et Londres vers l'aéroport new-yorkais John F. Kennedy commence le 22 novembre 1977. Une destination vers Los Angeles est dès le début envisagée, jugée intéressante d'un point de vue commercial, mais n'a jamais vu le jour en raison de l'interdiction du Concorde émis par les autorités californiennes locales en raison des nuisances sonores, mais aussi pour des contraintes liées à l'autonomie de carburant, avec la nécessité d'un ravitaillement au Canada, et de problèmes d'infrastructures de l'aéroport de Los Angeles, non équipés pour permettre de recevoir le Concorde[40].

Jusqu'en 1982, les destinations pour Air France sont : Rio de Janeiro, Caracas, Dakar, Mexico, Washington, Dallas et New York.
À partir de 1983, pour rentabiliser au maximum son supersonique, la compagnie réduit ses vols à la seule destination de New York, assurant cependant, en plus, des vols spéciaux appelés charters et des tours du monde. Le temps de vol moyen sur l'un ou l'autre des itinéraires est d'environ trois heures et demie. Jusqu'en 2003, Air France et British Airways assurent des liaisons quotidiennes avec New York.
Concorde dessert la Barbade pendant la saison de vacances d'hiver et à partir de 1984, British Airways transporte, dans le cadre de ses vols charter / tour du monde, des touristes à destination du cercle polaire vers Rovaniemi en Finlande,, mais parraine également les vols d'enfants atteints du cancer, car le village du Père Noël y est construit dans les années 1980.

#### Singapore Airlines

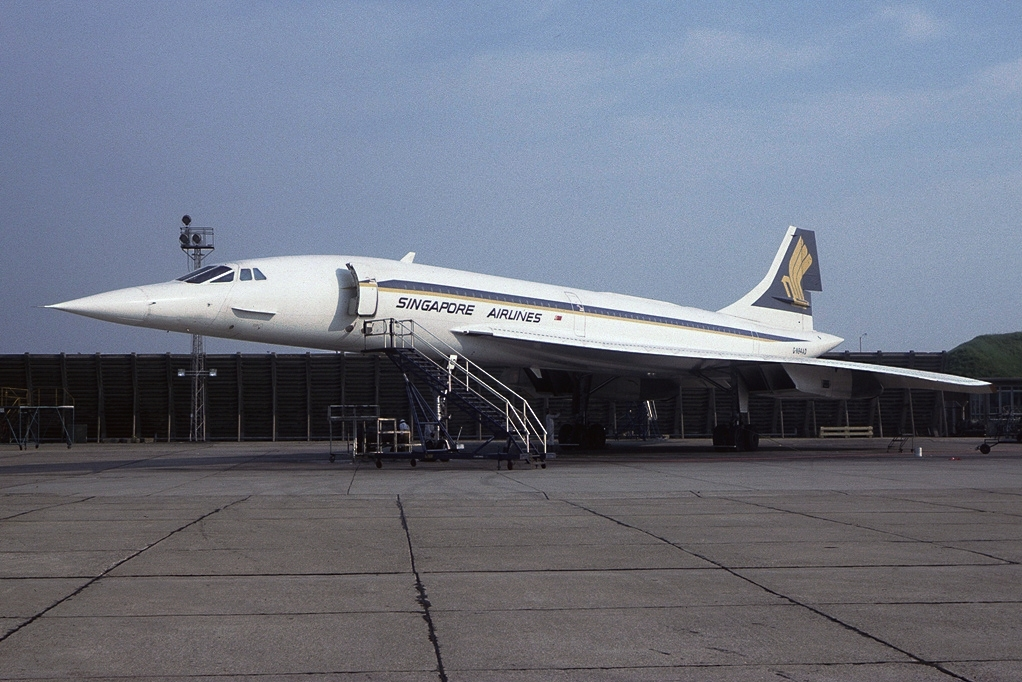
Le Concorde singapourien
(G-BOAD) à l'aéroport d'Heathrow en 1979.

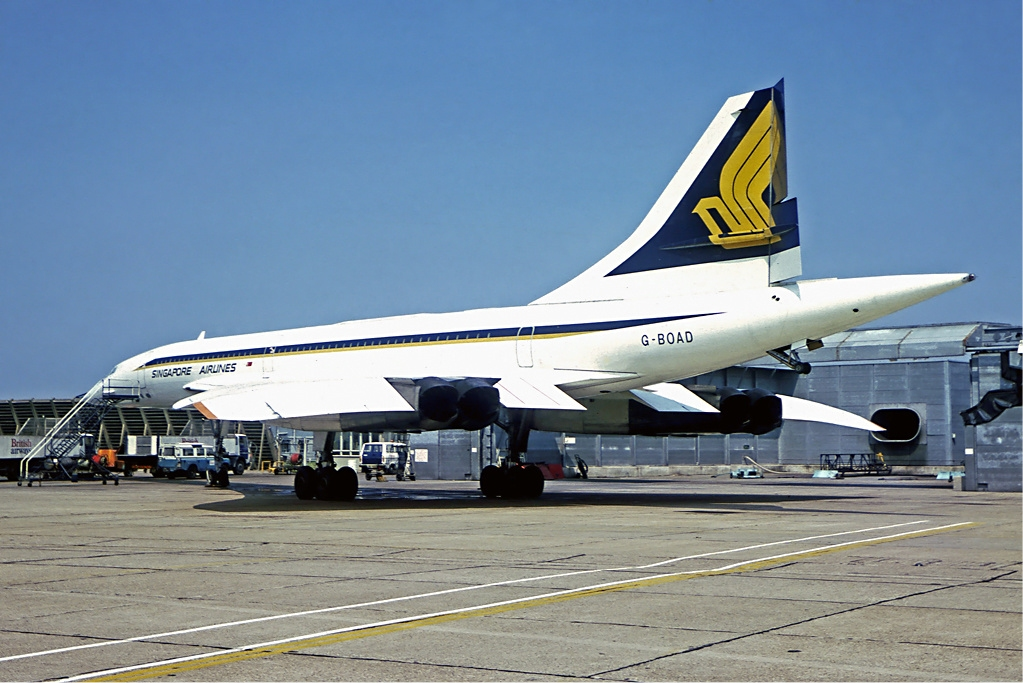
Le Concorde singapourien
(G-BOAD) à l'aéroport d'Heathrow en 1980.

En 1972, un Concorde se pose à Singapour lors de son vol de promotion. Provenant de Bangkok, il y a fait escale devant une large foule. Singapour est une escale idéale, l'idée étant de pouvoir proposer des vols rapides depuis l'Europe vers l'Australie. Avec un Concorde, la durée est en effet réduite de 18 à 11 heures. Si la compagnie aérienne Singapore Airlines est intéressée, elle n'est pas prête à acheter l'appareil, le jugeant trop onéreux et préférant donc le louer. En parallèle, British Airways négocie directement avec le gouvernement de Singapour pour une ligne Londres - Bahreïn - Singapour, avec la volonté de la prolonger vers Melbourne.
En 1977, puis de 1979 à 1980, British Airways et Singapore Airlines partagent un avion, un accord étant finalement trouvé entre les deux compagnies. Un Concorde doit être ainsi partagé pour effectuer des vols entre Bahreïn et l'aéroport international de Changi à Singapour, et des vols aller-retour Londres - Bahreïn - Singapour,. La durée du vol est de 10 heures, ce qui comprend un arrêt à Bahreïn de 40 minutes pour se ravitailler en carburant. L'appareil, immatriculé « G-BOAD », est peint aux couleurs de la compagnie singapourienne sur le flanc gauche et aux couleurs de la compagnie britannique du côté droit,,. Pour diverses raisons, à la fois politiques et environnementales, l'Inde interdit le survol de ses terres, ce qui rallonge sensiblement le trajet.
Le vol inaugural est planifié pour décembre 1977. Par rapport à un vol traditionnel en première classe, les billets sont 15 % plus onéreux. Il est calculé à l'époque que l'avion doit au moins être rempli avec 60 passagers (sur les 100 places disponibles) pour que la ligne soit rentable. De plus, les conditions humides à Singapour entrainent une diminution des performances de l'appareil, obligeant celui-ci à n'embarquer que 86 passagers au maximum lors des vols retour.
Peu de temps avant ce vol, la Malaisie, pour des raisons qui semblent politiques, refuse le survol du pays. L'Indonésie, sous demande de Singapour, accepte son survol et le Concorde décolle bien le 9 décembre 1977 pour ce vol inaugural. Le détour réduit les capacités d'emport du Concorde, celui-ci devant emporter plus de carburant. Le nombre de passagers maximum passe ainsi de 100 à 90 vers Singapour et 86 à 70 pour le retour. Malheureusement, les vols ne sont que d'une courte durée,, l'Indonésie n'ayant accepté son survol que durant une semaine, ce qui correspond à trois vols. Le pays ne change pas d'avis, surtout pour ne pas froisser ses relations avec la Malaisie. Finalement, le quatrième vol, parti de Londres, doit faire demi-tour à Bahreïn pour revenir à Londres.
Ces divers incidents n'entravent pas la volonté de créer une ligne durable. En attendant les différents accords, il est décidé de ne pas changer la livrée, ce qui explique que ce Concorde est aperçu à travers le monde (Washington, Dallas, New York et Barcelone).
En 1978, un accord est finalement obtenu avec la Malaisie pour effectuer des vols durant une période d'essai de six mois. L'Indonésie accepte également son survol. Le service reprend donc en janvier 1979 avec trois vols aller-retour prévus par semaine. Cette ligne est principalement dévolue au monde des affaires, la princesse Margaret l'emprunte néanmoins pour une visite officielle en Asie.
Devant cette reprise, il est imaginé de la prolonger vers Hong Kong, Manille ou Séoul, ce qui diminuerait fortement la durée des vols par rapport aux offres disponibles. Le Concorde, dans sa livrée spéciale, apparaît même sur les billets de 20 dollars de Singapour,. Néanmoins, la ligne n'est pas rentable et les pertes sont estimées entre 14 et 18 millions de dollars par an. De plus, British Airways commence à se plaindre de l'accord pris avec Singapore Airlines sur le partage des coûts, estimant que la compagnie de Singapour n'apporte pas assez de passagers. Le partenariat est toutefois prolongé.
L'année 1980 montre cependant que le nombre de passagers depuis Singapour vers Londres diminue fortement, au point de ne remplir l'avion qu'à moitié. De plus, les passagers commencent à se plaindre du confort très relatif du Concorde, la cabine étant étroite et bruyante par rapport à des avions conventionnels. Devant les pertes, la ligne est finalement arrêtée en novembre 1980,. Après ce vol, le Concorde, immatriculé « G-BOAD », est repeint aux couleurs de la British Airlines et continue son service sur d'autres lignes.

#### Autres compagnies
De 1978 à 1980, la compagnie américaine Braniff International loua deux Concorde, l'un appartenant à British Airways et l'autre à Air France. Ils sont utilisés pour effectuer des vols réguliers à vitesse subsonique entre l'aéroport Fort Worth de Dallas à l'aéroport international Dulles de Washington, D.C., vols qui continuent ensuite vers l'Europe. Pour des raisons de légalité, les avions utilisés par Braniff sont enregistrés aux États-Unis mais aussi dans les deux États d'origine (France, Royaume-Uni). Les vols Dallas-Washington sont assurés par des équipages de la Braniff, puis des équipages français et britanniques prennent le relais pour le vol transatlantique vers Paris ou Londres. Cependant, les vols ne sont pas bénéficiaires, ce qui force Braniff à arrêter les opérations en mai 1980.

### Autres vols

#### Vols charters
Après l'arrêt des vols commerciaux autres que vers JFK, les compagnies Air France et British Airways tentent, à partir de 1983, de rentabiliser autrement les avions (maintenance, équipage).
Les équipes commerciales développent des vols à la demande pour les entreprises, mais aussi pour les agences de voyages, pour des tours du monde ou comme complément à des croisières en paquebot. Des vols sont effectués pour marquer certains événements médiatiques comme la Coupe du monde de football, les Jeux olympiques (transport de la flamme olympique en 1992 pour les jeux d'Albertville), les Grands Prix de Formule 1, le Carnaval de Rio, etc. Dans le monde de l'aéronautique, la présence de l'avion est appréciée, comme lors de l'inauguration de l'aéroport de Kansai ou, jusqu'en juin 1989, dans les meetings d'aviation.

#### Tours du monde
Ces tours du monde durent environ un mois. Les passagers sont surtout américains. Les principales agences sont Kuoni, Intrav Missouri et TMR France (Marseille). Certaines années, chez Air France, jusqu'à six tours du monde sont effectués.[réf. souhaitée]
Du 15 novembre 1986 au 2 décembre 1986, un Concorde d'Air France effectue le tour du monde en 34 h 52 min de vols. 
Du 15 au 16 août 1995, l’avion supersonique réalise un record pour un tour du monde en 31 h 27 min 49 s. Ce vol de la compagnie Air France en six escales, décolle et atterrit à l'aéroport international de New York - John-F.-Kennedy.
En 1995, plusieurs événements politiques et contentieux diplomatiques déroutent deux tours du monde. L'un de ces événements est une vague d'attentats en France et l'autre, la reprise des essais nucléaires français en Polynésie. Les escales de remplacement sont Nouméa avec un transfert des passagers par vol subsonique vers Christchurch et Sydney ainsi que Londres au lieu de Paris.
Une pause est faite en 1991 pendant la première guerre du Golfe.
En septembre 1995, la Chine donne l'autorisation d'atterrir à Pékin, pour British Airways et Air France. Mais le bruit au décollage amène les Chinois à interdire Pékin au Concorde. Les escales en Chine se font alors à Tianjin à 140 km au sud de Pékin, en bord de mer.[réf. souhaitée]

#### Vols présidentiels
Le 7 mai 1971, le Concorde emporte le président de la République française Georges Pompidou. C'est la première fois qu'un chef d'État utilise un prototype pour effectuer un voyage officiel. Durant ce vol, le président Pompidou donne une interview en direct au micro de l'ORTF, dans laquelle il déclare : « Je suis frappé par la stabilité de l'appareil à plus de deux mille kilomètres à l'heure. Je ne m'en apercevrais même pas, tant le vol est calme, doux et silencieux, si je ne voyais pas les côtes de France au loin, qui défilent devant nous à une vitesse extraordinaire. À tout le personnel d’Aérospatiale, des ingénieurs aux techniciens et à tous les travailleurs, je voudrais dire, pour la joie qu'ils me donnent aujourd'hui, de tout cœur merci ».
Les 12-13-14 décembre 1971, Pompidou se rend à un sommet autour de la question monétaire aux Açores, à bord du Concorde, qui est l'objet de toutes les curiosités, alors que le président des États-Unis, Richard Nixon s'y rend, lui, avec son Boeing 707. Impressionné par le Concorde, Richard Nixon décide de monter à bord pour le visiter, alors que son pays a abandonné son projet d'avion supersonique, le Boeing 2707, quelques mois plus tôt.

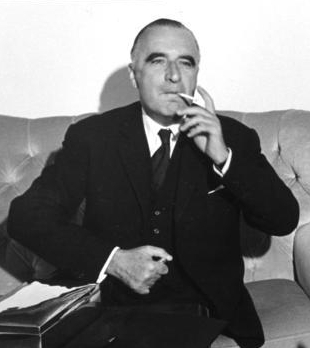
Georges Pompidou, le premier chef d'État à utiliser Concorde pour ses déplacements.

De 1981 à 1995, après un voyage de François Mitterrand en Chine avec un Concorde en mode supersonique, tous les voyages présidentiels lointains seront effectués en Concorde. Celui-ci était aménagé en bureau et chambres à coucher dans la cabine avant, la cabine arrière étant réservée aux invités. Une photocopieuse était installée en cabine arrière. Un système de chiffrement des communications dites « sensibles » était installé avec un téléphone vers le bureau du président. Un pilote spécialiste radio était embarqué pour s'occuper des communications présidentielles.
En pleine crise du Rainbow Warrior et des essais nucléaires à Mururoa, le vol du  12 septembre 1985 avec escale en Guyane pour le lancement de la fusée Ariane 3 depuis Kourou tourne au désastre : à Paris après deux demi-tours pendant le roulage en raison de problèmes de train avant, le Concorde de François Mitterrand doit être échangé contre un autre appareil non équipé des aménagements présidentiels. Un autre changement de Concorde se fera à Cayenne pour terminer le vol jusqu'à Mururoa dans des conditions présidentielles.
D'autres présidents ou rois ont affrété le Concorde pour leurs déplacements, soit par les vols réguliers vers New York (assemblée générale des Nations unies), soit des transports vers l'Afrique comme le président Mobutu (Zaïre) ou le président Houphouët-Boigny (Côte d'Ivoire).

#### Vols pontificaux
Lors des voyages du pape, la règle est que le pays recevant le pape organise le voyage de départ vers sa destination suivante.
Lors du passage du pape Jean-Paul II sur l'île de La Réunion le 2 mai 1989, un Concorde d'Air France (F-BTSC) est affrété pour le transporter entre Saint-Denis de La Réunion et Lusaka en Zambie.

### Maintenance
Avec des contraintes techniques draconiennes en matière de sécurité des vols et de ponctualité, l'entretien du Concorde revient très cher. Il peut être comparé à celui d'une écurie de Formule 1, très gourmande en heures de main-d'œuvre et en pièces de rechange : la maintenance d'un Concorde requérait 18 à 20 heures par heure de vol alors que celle d'un avion classique de la même époque est en moyenne de 2 heures. Quel que soit le nombre d'heures de vol, chacun donne lieu à des stationnements au sol prolongés et les frais courent même si l'avion ne vole pas.
L'arrivée du Concorde ne manqua pas de provoquer une évolution de la formation dans le secteur de la maintenance avionique puisque les commandes étaient électriques et hydrauliques, dont certaines bénéficiaient de tests embarqués. L'électronique et l'informatique firent leur entrée dans les métiers de l'entretien aéronautique et automobile, y compris les métiers de mécanicien et d'électricien.

#### Visites
Comme les autres avions, le programme d'entretien est déposé par la compagnie aérienne. Cependant, les deux compagnies avaient deux philosophies différentes en matière d'entretien, particulièrement dans l'utilisation et l'occupation des mécaniciens.

##### British Airways
Le choix de British Airways est de créer un département entretien spécialement réservé au Concorde.

##### Air France
Dès les débuts de l'exploitation de Concorde, le choix est également de créer un département Concorde, mais la fréquence des vols, la sous-utilisation des mécaniciens et les coûts de maintenance entraînent la création d'un département Avions européens, dans un premier temps en 1979 pour l'A300, en 1984 pour l'A310, puis en 1989 pour l'A320. À partir de 1990, la maintenance des Concorde est partagée avec seulement les A300 et A310. En 2001, après l'accident de Gonesse, un département Concorde seul est recréé jusqu'en 2003, année de fin de l'exploitation.
Cette organisation permet d'occuper les mécaniciens en permanence, mais aussi de maintenir les compétences dans les technologies nouvelles.
Dans les escales régulières, comme JFK, une équipe spécialisée est en permanence sur place. À partir de 1995, la maintenance à JFK est sous-traitée à l'entreprise Mach 2, créée par d'anciens mécaniciens d'Air France.
Dans les autres escales, deux mécaniciens sont envoyés sur place pour assurer les pleins et la maintenance.
Pour les tours du monde, un technicien superviseur est en permanence à bord en vol, en plus de l'officier mécanicien navigant, et deux mécaniciens envoyés sur place assurent la maintenance dans chaque escale. Un lot de bord permet d'assurer un dépannage de qualité permettant la poursuite du vol.

### Accident de Gonesse
Avant l'accident de Gonesse en 2000, le Concorde n'a jamais connu d'avaries majeures entraînant des pertes humaines.

#### Enquêtes
L'enquête préliminaire qui a suivi l'accident met en cause le talon d'Achille du Concorde, la fragilité des pneumatiques. Des dizaines de cas d'éclatement de pneumatiques sont survenus depuis sa mise en service, avec dans plusieurs cas, la perforation d'un réservoir ou d'une aile, notamment à Washington et à Dakar en 1979.
Le 25 juillet 2000, le F-BTSC du vol 4590 Air France, vol charter à destination de New York, avec des passagers de nationalité allemande, décolle de l'aéroport de Paris-Charles-de-Gaulle puis s'écrase deux minutes plus tard sur un hôtel à la Patte-d'Oie de Gonesse, provoquant la mort de 113 personnes : cent passagers, neuf membres d'équipage et quatre personnes au sol.
L'accident du 25 juillet 2000 serait dû, notamment, à une cause extérieure : une lame métallique tombée d'un DC-10 de Continental Airlines. Cette lame aurait causé l'éclatement d'un pneu qui aurait projeté des débris sur l'aile. Une fuite de carburant et l'allumage de celui-ci ont entraîné du pompage (décrochage aérodynamique des pales des compresseurs) et des pertes massives de puissance sur le moteur numéro 2, puis sur le numéro 1. La cause retenue par la version officielle est celle-ci.
L'analyse détaillée de cet accident par le Bureau d'enquêtes et d'analyses pour la sécurité de l'aviation civile révèle que quatre facteurs (causes probables) se sont conjugués pour provoquer cet écrasement.
L'accident a obligé à faire de nouvelles modifications sur le Concorde. Entre autres, des contrôles électriques améliorés, des protections anti-perforation en kevlar des réservoirs des ailes (au nombre de treize) et le montage de pneus nouvelle technologie Radial NZG (Near Zero Growth) Michelin plus résistants et plus légers de 20 kg (le Concorde utilisait jusqu'alors des pneus Dunlop pour les avions affrétés par British Airways, et Goodyear pour les avions affrétés par Air France). Cependant, le nombre de passagers est réduit d'une dizaine, rendant l'exploitation de l'appareil d'autant moins rentable. Les deux itinéraires sont rouverts le 7 novembre 2001.
Il est à noter que l'absence de l'entretoise ainsi que la surcharge ne sont pas des éléments nouveaux : connus et publiés dans le rapport officiel du BEA, ils ont été analysés et jugés sans effet sur l'accident. L'écart d'un kilomètre revendiqué par le documentaire est également sujet à caution : la distance correspond à celle qui sépare le défaut de raccord sur la piste, et le lieu où la lamelle a été retrouvée (après le passage de l'avion). De plus, alors que le documentaire indique que des témoignages sont ignorés par la thèse officielle, on trouve pourtant, dans l'annexe 6 du rapport du BEA, ceux de pompiers et d'un commandant de bord, proches de la scène qui ont entre autres orientés les conclusions de l'analyse sur le départ de feu. Enfin, cet autre scénario ne prend pas en compte le fait que des traces et débris d'élastomère, retrouvés sur la lamelle, ont été analysés comme correspondant à la matière du pneumatique de Concorde.
Le procès relatif à cet accident s'est ouvert le 2 février 2010 au palais de justice de Pontoise. Le 21 mai 2010, l'accusation a requis :
- la condamnation à une amende de 175 000 euros de Continental Airlines, ce qui entraînerait sa responsabilité civile ;
- dix-huit mois de prison avec sursis contre son mécanicien John Taylor et Stanley Ford, son chef d'équipe ;
- deux ans de prison avec sursis contre Henri Perrier, 80 ans, directeur du programme Concorde à Aérospatiale (devenue EADS) de 1978 à 1994. « Il est celui qui avait la conscience des risques, de ce qu'il fallait faire. Il aurait pu empêcher l'accident »[60], a dit le procureur à son propos ;
- la relaxe de Jacques Hérubel, 74 ans, ingénieur en chef de ce programme de 1993 à 1995 et de Claude Frantzen, 72 ans, un des principaux dirigeants de la direction générale de l'aviation civile (DGAC) de 1966 à 1994.

Le 6 décembre 2010, la justice rend son verdict et condamne Continental Airlines à une amende de 200 000 euros et à verser un million d'euros de dédommagement en faveur d'Air France (500 000 euros pour « préjudice moral » et la même somme pour « atteinte à l'image »). Continental Airlines, par la voix de son avocat Me Olivier Metzner, a décidé de faire appel de cette décision. Le chaudronnier John Taylor est condamné à quinze mois de prison avec sursis, son chef d'équipe, Stanley Ford, ayant été relaxé. Les trois autres prévenus (Henri Perrier, Jacques Hérubel et Claude Frantzen) ont été relaxés.
Le 16 décembre 2010, Air France décide de faire appel en raison des propos tenus après l'annonce du verdict par Continental Airlines (« décision absurde », « détermination des autorités françaises de détourner l'attention de la responsabilité d'Air France, qui appartenait à l'État au moment de l'accident »). Le procès en appel aboutit à la relaxe de Continental Airlines et de John Taylor sur le plan pénal, tandis que la condamnation de Continental Airlines à verser un million d'euros à Air France est maintenue sur le plan civil.

### Retrait du service
Avant le désastre de Gonesse, Air France et British Airways veulent maintenir le Concorde en exploitation jusqu'en 2007 voire 2017. Il est indiqué que l'appareil n'est rentable qu'avec un faible coût du carburant et des subventions publiques. Air France relativise les pertes financières du fait que Concorde représente une part d'activité inférieure à 1 % chez la compagnie,. Néanmoins, les rumeurs d'abandon sont récurrentes depuis les années 1980,.
Après l'accident de Gonesse, les avions subissent une remise à niveau et un renforcement de la protection des réservoirs. Ils sont remis en service le 7 novembre 2001. Mais de nouveaux problèmes apparaissent avec plusieurs incidents : problèmes moteur le 15 juillet 2002, le 3 et le 5 novembre 2002. Un Concorde de la British Airways connaît un souci majeur le 27 novembre 2002 : il perd une de ses gouvernes alors qu'il amorce sa descente vers l'aéroport JFK de New York. Le 10 avril 2003, British Airways et Air France annoncent simultanément le retrait de leurs Concorde pour l'année suivante. Les raisons invoquées sont notamment la baisse constante du nombre de passagers depuis l'accident de Gonesse le 25 juillet 2000 et le coût élevé de la maintenance et la consommation de carburant. De plus, le trafic aérien mondial connaît une grave crise après les attentats du 11 septembre 2001, les nouvelles normes contre la pollution, le bruit et la hausse du prix du kérosène. Mais la raison essentielle vient de la décision d'EADS de ne plus assurer l'entretien du supersonique à partir d'octobre 2003.
Dans le même temps, Richard Branson offre la somme d'une livre sterling pour acheter un appareil à British Airways qui aurait servi dans la Virgin Atlantic, mais cette offre est refusée. Plus tard, il écrit dans The Economist que l'offre finale était de cinq millions de livres sterling et qu'il voulait utiliser le Concorde pendant encore de nombreuses années. Cette offre était probablement destinée à faire de la publicité pour Virgin, Airbus ayant de toute façon refusé de continuer à livrer des pièces de rechange pour Concorde.[réf. nécessaire]

#### Air France

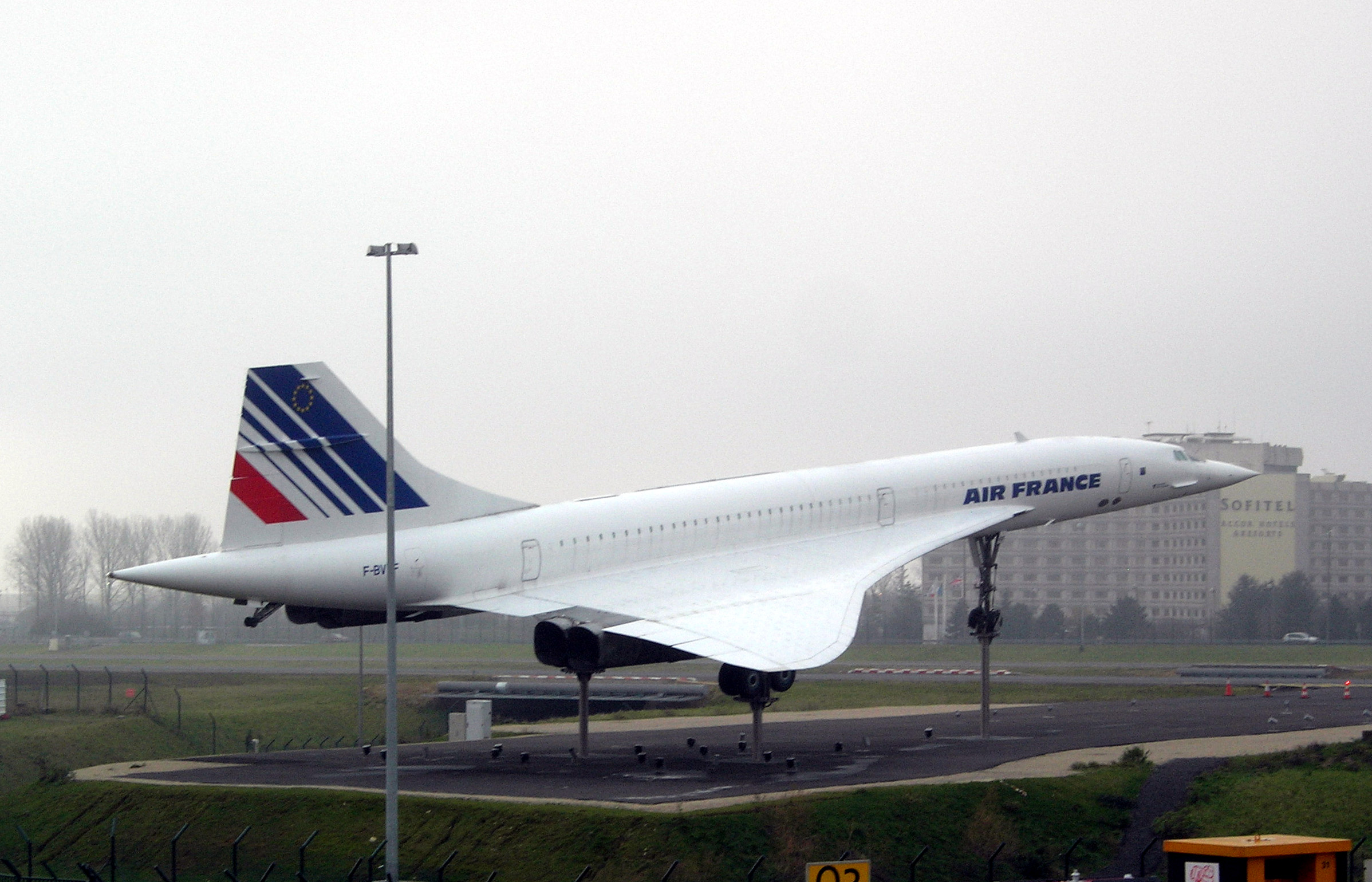
Le Concorde No 215 - 9F-BVFF exposé à l'aéroport de Roissy.

Les derniers vols commerciaux de Concorde avec Air France décollent de l'aéroport JFK de New York pour le dernier vol régulier New York vers Paris et de Roissy avec la dernière boucle supersonique et atterrissent à Roissy le 31 mai 2003. Le dernier Concorde à atterrir en service commercial devait être le « Sierra Delta » en provenance de New York, mais un problème sur le moteur no 4 retarde de 45 minutes le décollage du « Fox Bravo », chargé d'effectuer la dernière boucle supersonique au-dessus de l'Atlantique, et le « FB » atterrit donc finalement le dernier vers 18 h 30 alors que le « Sierra Delta » se pose à 17 h 45 (les arrivées étant initialement prévues à une minute d'intervalle). Les camions de pompiers arrosent l'avion comme de coutume sur la piste de l'aéroport John F. Kennedy alors que, à Roissy, 15 000 personnes attendaient les deux derniers Concorde.
La fin de l'aventure Concorde avec Air France est marquée, pour le « Fox Bravo », par un vol au-dessus du golfe de Gascogne à vitesse supersonique. De retour de sa boucle au-dessus de l'Atlantique, le « Fox Bravo » survole Orly, l'aérodrome de Lognes, puis passe à la verticale de Roissy avant de s'y poser. De nombreux véhicules de piste, voitures de gendarmerie et de pompiers escortent les deux derniers Concorde après leurs atterrissages respectifs. Les deux avions font une longue promenade sur les voies de circulation de Roissy, s'arrêtant entre autres devant le siège d'Air France et devant les milliers de personnes venues assister aux deux derniers atterrissages de l'avion en service commercial.
Mais c'est le 3 juin 2003 que Concorde effectue pour sa toute dernière fois la liaison New York–Paris Charles de Gaulle, à l'issue d'un vol VIP non commercial, à bord du F-BVFB.
Les derniers vols de convoyage vers les musées des Concorde se sont effectués de cette manière : le 12 juin 2003, le Concorde F-BVFA est le premier à rejoindre son musée, il quitte Roissy pour rejoindre la collection du Smithsonian Museum de Washington, où il est exposé officiellement le 20 décembre de la même année. Le 14 juin 2003, c'est le F-BTSD qui rejoint la collection du Musée de l'Air et de l'Espace du Bourget, il effectue un court vol entre Roissy et Le Bourget, et arrive en vol durant le salon du Bourget 2003 devant le Président Jacques Chirac, présent pour l'occasion. Le 24 juin, le Concorde F-BVFB quitte Paris pour rejoindre Karlsruhe-Baden en Allemagne, où il se pose pour la dernière fois pour rejoindre par voie fluviale et terrestre la collection du musée automobile et technologique de Sinsheim aux côtés de son rival le Tupolev-144. Le 27 juin 2003, le F-BVFC effectue l'ultime vol Concorde français entre Paris et Toulouse, où il est depuis exposé au sein du musée Aeroscopia, avec à son bord André Turcat, et autres acteurs du projet Concorde.
Une enchère a par ailleurs lieu chez Christie's à Paris le 15 novembre 2003. 1 300 personnes sont présentes pour acheter des objets et des photos des moments importants de la vie du Concorde. Parmi ces objets, certains voient leur valeur multipliée par dix (voire plus) par rapport à la mise à prix.

#### British Airways

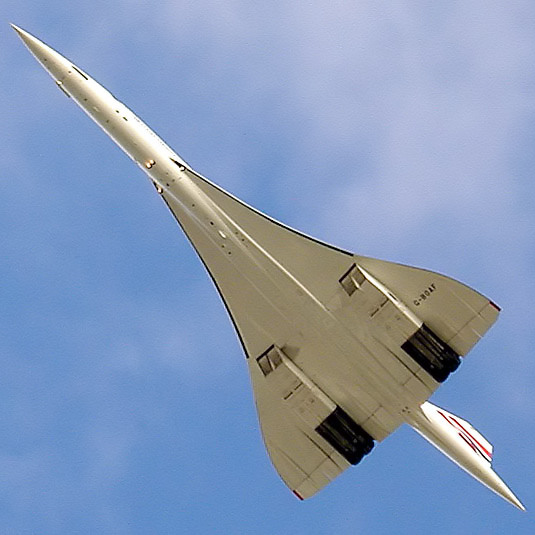
Un Concorde britannique au-dessus de Bristol lors de son dernier vol.

Le dernier vol de British Airways décolle de la Barbade le 30 août 2003[réf. nécessaire].
La dernière semaine de vols de démonstration de l'avion se fait au-dessus de Birmingham le 20 octobre, à Belfast le 21, Manchester le 22, Cardiff le 23, et Édimbourg le 24. Chaque jour, l'avion part de Heathrow et va jusqu'aux villes concernées en volant à basse altitude en vol subsonique. Il y eut environ 650 personnes ayant gagné à un concours et 350 personnes invitées qui ont volé dans l'avion.
Élisabeth II consent à faire éclairer le château de Windsor pour la soirée du 23 octobre 2003, pour le passage de Concorde au-dessus du château après un décollage de Londres. C'est, pour le supersonique, un honneur suprême, car seuls quelques avions des principaux chefs d'État ont droit à ce privilège.
British Airways retire officiellement l'avion de sa flotte le jour suivant, le 24 octobre. Cette sortie définitive se fait avec l'un des Concorde qui quitte New York avec une fanfare similaire à celle qu'a connu son homologue d'Air France, tandis que, simultanément, deux autres avions paradent, l'un au-dessus du golfe de Gascogne pour Air France, et l'autre au-dessus d'Édimbourg pour British Airways. Les trois avions ont obtenu la permission spéciale de voler à basse altitude. Les deux Concorde qui faisaient des tours atterrissent respectivement à 16 h 1 et 16 h 3 à l'heure britannique et celui venant de New York à 16 h 5. Chacun des trois avions passe alors 45 minutes en roulant au sol autour de l'aéroport de Heathrow, avant de débarquer ses derniers passagers d'un vol supersonique commercial. Le pilote du vol New York/Londres est Mike Bannister (en), qui est aussi le pilote du premier vol commercial d'un Concorde aux couleurs de British Airways, qui a eu lieu en 1976.
Parmi les passagers de ce dernier vol transatlantique, il y a, comme souvent, de nombreuses célébrités du monde du spectacle et des affaires, des cadres ou des dirigeants de grandes compagnies internationales.
Il y a eu par la suite une vente aux enchères de pièces détachées d'un Concorde de British Airways qui s'est déroulée le 1er décembre 2003 au centre d'exposition d'Olympia, dans le quartier Kensington de Londres. Les articles vendus sont hétéroclites et comprenaient : un compteur de Mach, le cône du nez, le siège du pilote, des fauteuils de passagers et même des couverts, des cendriers et des couvertures utilisés à bord de l'appareil. Environ 1 129 000 euros sont récoltés, dont 752 720 sont donnés à l'association 'Get Kids Going!' qui offre aux enfants handicapés et aux jeunes l'occasion de faire du sport.

## Descriptif technologique

### Cellule et fuselage

#### Poste de pilotage

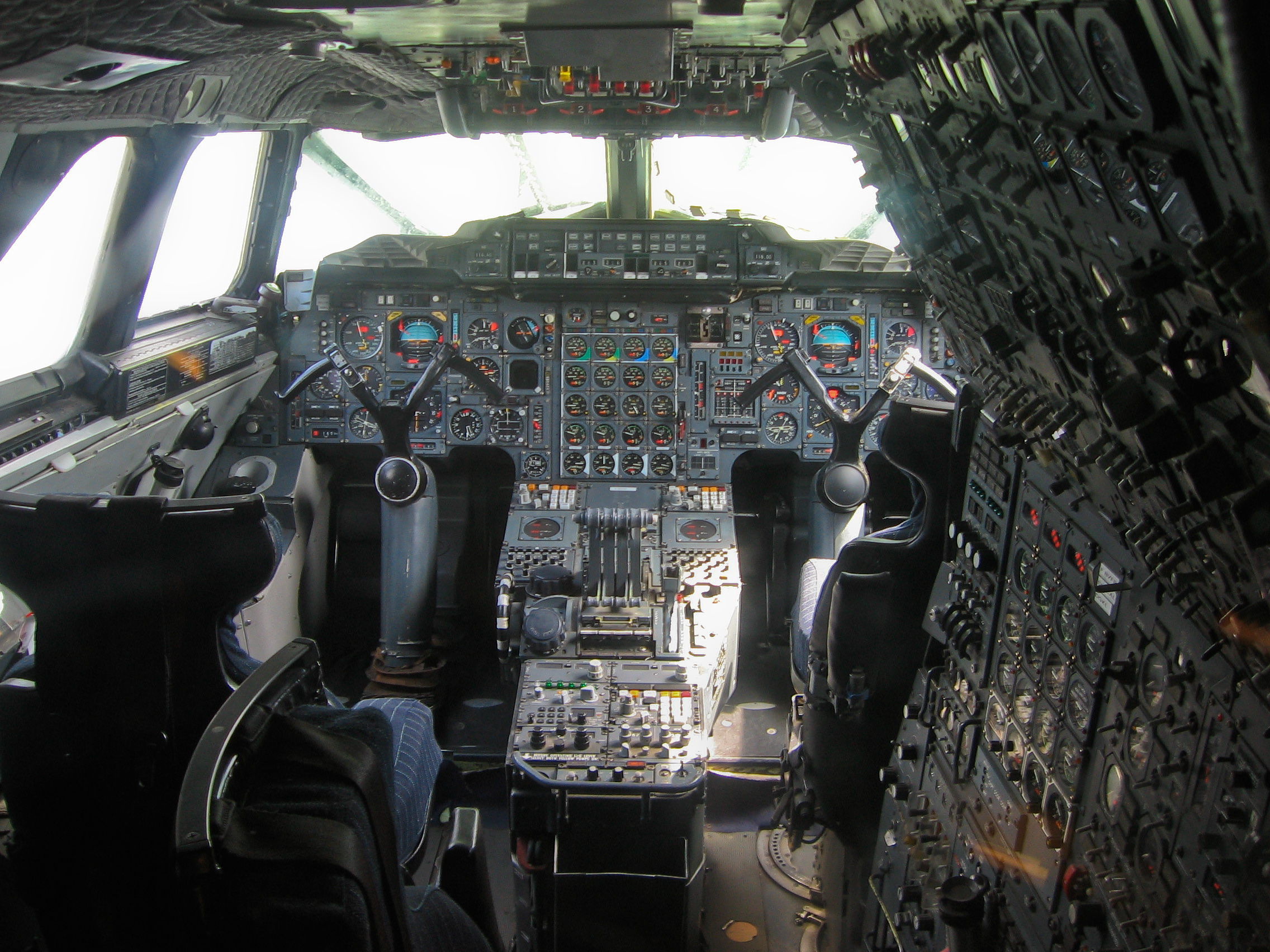
Poste de pilotage du Concorde.

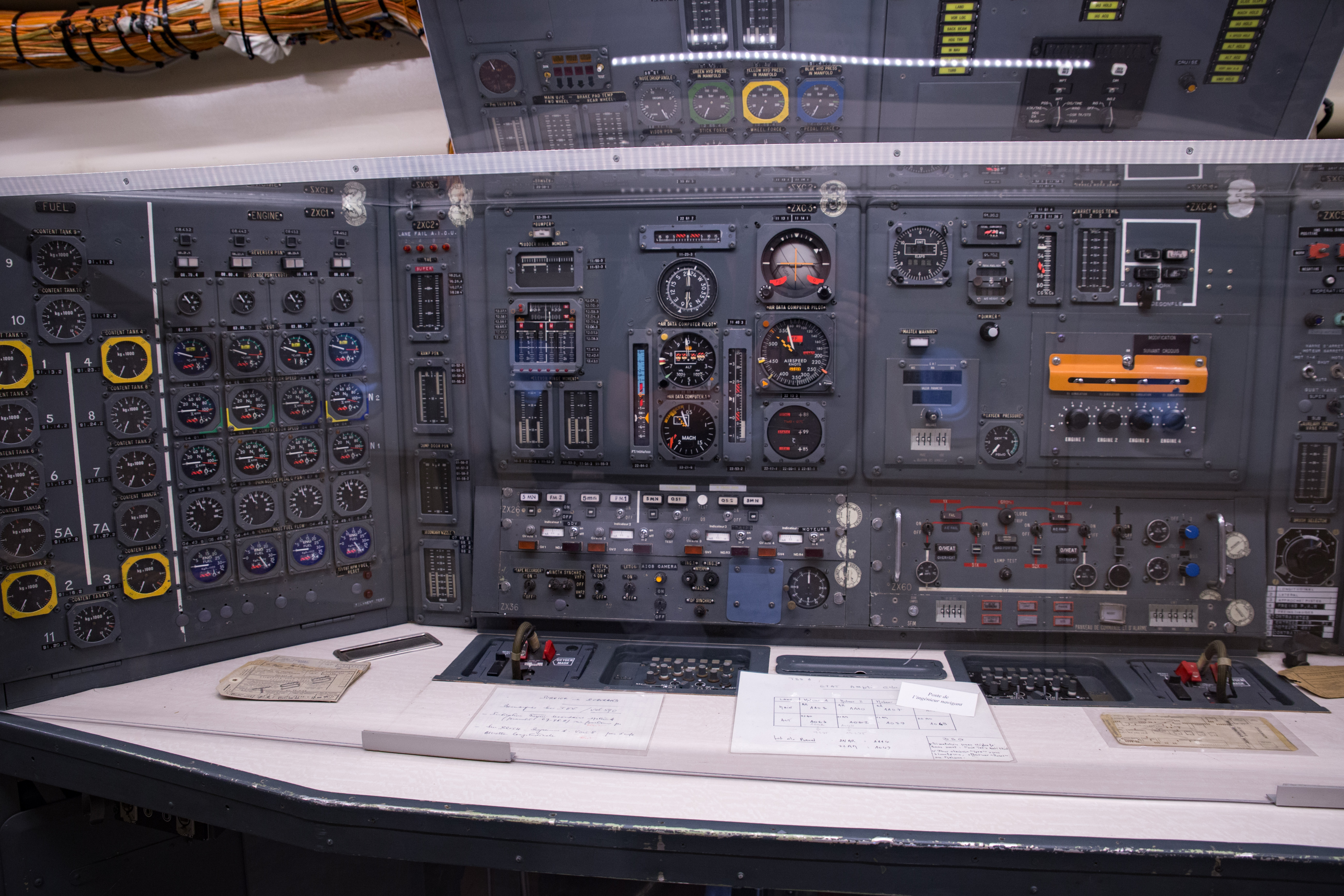
En détail. Génération avant le cockpit en verre.

L'entrée du poste de pilotage se fait par un couloir bas (1,75 m de haut) d'une longueur de 2 mètres. Dans les armoires électroniques de chaque côté, sont disposés des calculateurs servant au pilotage automatique, navigation, communications VHF, batterie, conditionnement d'air, conduite moteur. La partie supérieure est réservée aux panneaux disjoncteurs.
Trois sièges à manœuvre électrique sont disposés dans le cockpit, les deux sièges des pilotes, commandant de bord et officier pilote de ligne avec des planches de bord similaires à droite et à gauche pour la navigation.
La partie centrale, conduite moteur, commande du pilote automatique et pylône, radionavigation et communications est commune. En partie supérieure, au-dessus des pare-brise, un panneau de centrale d'alarme avec en fonction des niveaux d'alarme des voyants de couleurs différentes. Au panneau supérieur, les commandes de vol, les poignées coupe-feu, les éclairages extérieurs feux de navigation et phares.
Le poste de l'OMN, siège orientable soit vers le panneau ou vers l'avant en position décollage, derrière l'OPL, est équipé de nombreux indicateurs et interrupteurs : conditionnement d'air, électricité, carburant, indicateurs complémentaires moteurs, panneau de démarrage, commandes des entrées d'air et hydrauliques. Le panneau, du plafond au plancher, est équipé d'indications et commandes. Sur la cloison gauche du cockpit, encore des panneaux disjoncteurs.
Deux sièges observateurs peuvent être utilisés en fonction des besoins, l'un derrière le CDB, l'autre dans le couloir central derrière l'OMN.
En raison de la forme élancée de l'avant nécessaire afin d'avoir de bonnes performances pour le vol supersonique, les pilotes ont généralement une très mauvaise visibilité vers l'avant. Cela ne cause pas de problème en vol de croisière, mais un peu plus dans les phases de décollage et d'atterrissage. C'est ce qui explique pourquoi les pilotes doivent abaisser le nez de l'avion pour une meilleure visibilité pour ces phases de décollage et d'atterrissage.

#### Aménagements de cabine

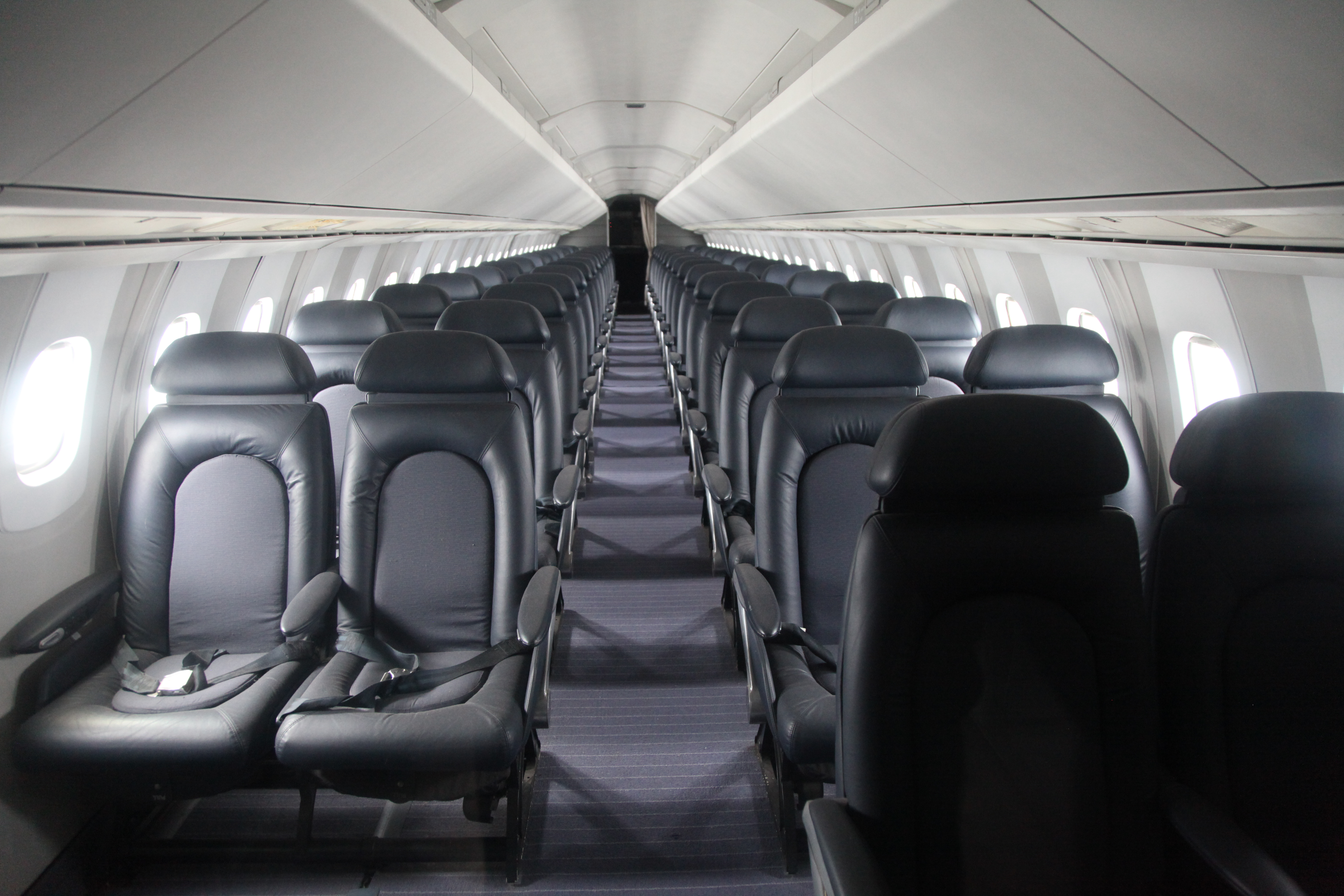
Aménagement de la cabine passagers chez British Airways.

L'appareil est séparé en deux cabines, 40 passagers pour la cabine avant et 60 passagers pour la cabine arrière, les toilettes, les vestiaires et les portes centrales servant de séparation entre les deux cabines. Les sièges sont installés par rangées de quatre, séparés en deux par un couloir central.
À l'entrée de la cabine avant, un office de préparation avec four est installé pour le service repas. La conservation des aliments est faite avec de la carboglace. Le même type d'équipement est installé en cabine arrière.
Il n'y a ni vidéo ni projection de film pendant les vols, mais un choix de musiques est disponible à chaque siège avec écouteur.
Trois cabinets de toilette sont installées, un à l'avant pour les passagers de la cabine avant et l'équipage et deux entre les deux cabines.
Chaque siège dispose d'un porte-bagages en partie supérieure et des vestiaires à porte-manteaux sont installés en extrémité de chaque cabine.
Dans la kichenette arrière, des calculateurs, entrées d'air, communications longue portée (HF) sont disposés de chaque côté avec accès par la kichenette. Au fond, un accès mène vers la soute arrière, mais ne peut être ouvert qu'au sol.

#### Soutes
Deux soutes peuvent accueillir les bagages des passagers, l'une sous la cabine avant, l'autre derrière la kichenette arrière. Chaque soute dispose d'une entrée indépendante. Les soutes à bagages ont un volume de 19,74 m3 et ne sont pas ventilées. De ce fait, le transport d'animaux vivants est exclu.
Toutes les parties disponibles restantes sont utilisées pour les équipements : centrale à inertie et radar à l'avant, soute hydraulique, soute de conditionnement d'air.

#### Nez basculant
L'aile delta n'est que très peu portante à faible vitesse, ce qui oblige l'avion à avoir un angle d'incidence élevé durant les phases de décollage et d'atterrissage. La visibilité vers l'avant s'en trouve fortement réduite lors du décollage et en phase d'approche.
En réponse à ce problème, le Concorde — comme le Tupolev Tu-144 — est équipé d'un nez et d'une visière mobiles inclinables, pour une meilleure visibilité du pilote à basse vitesse et meilleure pénétration dans l'air à haute vitesse. L'ensemble nez-visière peut prendre quatre positions :

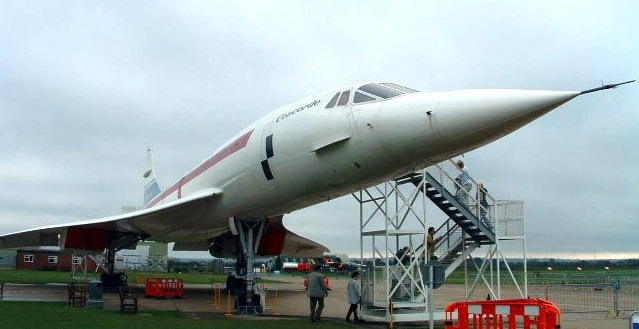
L'appareil de présérie britannique 101 (G-AXDN) est le premier à posséder une véritable verrière sur le nez.

- inclinaison de 5° lors des phases de manœuvres au sol et de décollage ;
- inclinaison de 12,5° à l'atterrissage ;
- nez relevé et visière baissée en vol subsonique (en pratique, la visière est relevée dès la phase de montée initiale achevée) ;
- nez et visière relevés en vol supersonique et lors du stationnement sur le parking du tarmac.

#### Matériaux utilisés
Le fuselage et la voilure du Concorde sont construits en alliage d'aluminium, connu sous la référence RR58 en Grande-Bretagne et AU2GN en France. Cet alliage a été mis au point afin d'offrir le meilleur compromis entre masse, résistance aux déformations et résistance à la température. L'échauffement cinétique en vol supersonique est important : 127 °C sur le nez de l'appareil, 100 °C environ sur le bord d'attaque des ailes. Cet échauffement provoque une dilatation du fuselage et un allongement de celui-ci pouvant aller jusqu'à 23 centimètres,.

### Voilure
Partie essentielle et spécifique de cet avion : l'aile adaptée au vol supersonique. Le concept d'aile delta (triangulaire) est modifié afin d'avoir de meilleures performances aux basses vitesses. Cette modification de l'aile du Concorde porte un nom spécifique : l'aile gothique. En effet, si on regarde le plan de l'aile, on s'aperçoit que la forme en plan est en ogive, d'où le nom « gothique ».
Les travaux de l'Onera, dans les années 1950 ont démontré de nombreuses hypothèses. L'augmentation de la flèche à l'emplanture (apex) permet une augmentation de la portance, notamment grâce à la portance tourbillonnaire. Une corde à emplanture plus longue offre plus de volume pour les réservoirs qui est un point-clef du projet. Les ailes du Concorde disposent de bords d'attaque à double courbure, il y a ainsi une augmentation de la surface en bout d'aile. Les commandes de vol sont multifonctions, les élevons sont à la fois les ailerons  pour le roulis et les gouvernes de profondeur pour le tangage. Il n'y a pas d'aérofreins qui sont inutiles sur une aile delta à forte traînée, ni de volet déporteurs, ni encore de volets de bord d'attaque et de bord de fuite. Du fait de son faible allongement (ici 1,55), une aile delta est peu portante  avec un Czmax ≈ 1, l'avion doit avoir un angle d'incidence élevé au décollage et à l'atterrissage, ce qui gêne fortement la visibilité du pilote depuis le cockpit.
En l'absence de volets, les vitesses minimales pour une portance maximale sont obtenues de la façon suivante. Au décollage, l'hypersustentation se fait sous trois formes : la portance tourbillonnaire, qui augmente le Cz de 20 % ; l'effet de sol qui augmente le Cz de 12 %, pendant le roulage et à faible hauteur ; la composante verticale de la poussée, très forte avec la postcombustion. Pour 70 t de poussée, on obtient 16 à 20 t de portance (sur 185 t) à un angle de cabré de 13° à 17°. Au total, un coefficient de portance d'environ 0,65 pour une masse de 170 t permet de décoller aux environs de 200 kt (soit 360 km/h), soit une vitesse supérieure de 50 à 60 % à celle d'un avion de ligne subsonique (entre 125 et 135 kt). À l'atterrissage, on perd la composante de la poussée, mais l'avion est plus léger car il a consommé 80 tonnes de kérosène. La vitesse d'atterrissage est d'environ 280 km/h.

### Motorisation
Le Concorde est un quadriréacteur. Les réacteurs sont disposés deux par deux sous les ailes. Les nacelles, dans lesquelles ils sont logés, sont réalisées en acier et matériaux résistants aux très hautes températures. Des panneaux de protection thermique sont installés au plafond pour isoler les réservoirs situés dans les ailes. Des détecteurs d'incendie y sont installés.
La grande difficulté de conception et de mise au point des réacteurs vient du fait que l'avion vole en subsonique et en supersonique, alors que la vitesse de l'air à l'intérieur du réacteur doit être inférieure à la vitesse du son même en supersonique. Pour cela, les constructeurs ont partagé le moteur en trois parties : les entrées d'air, le moteur lui-même et la tuyère.
Ces trois parties disposent de leurs commandes et contrôles particuliers.

#### Entrées d'air

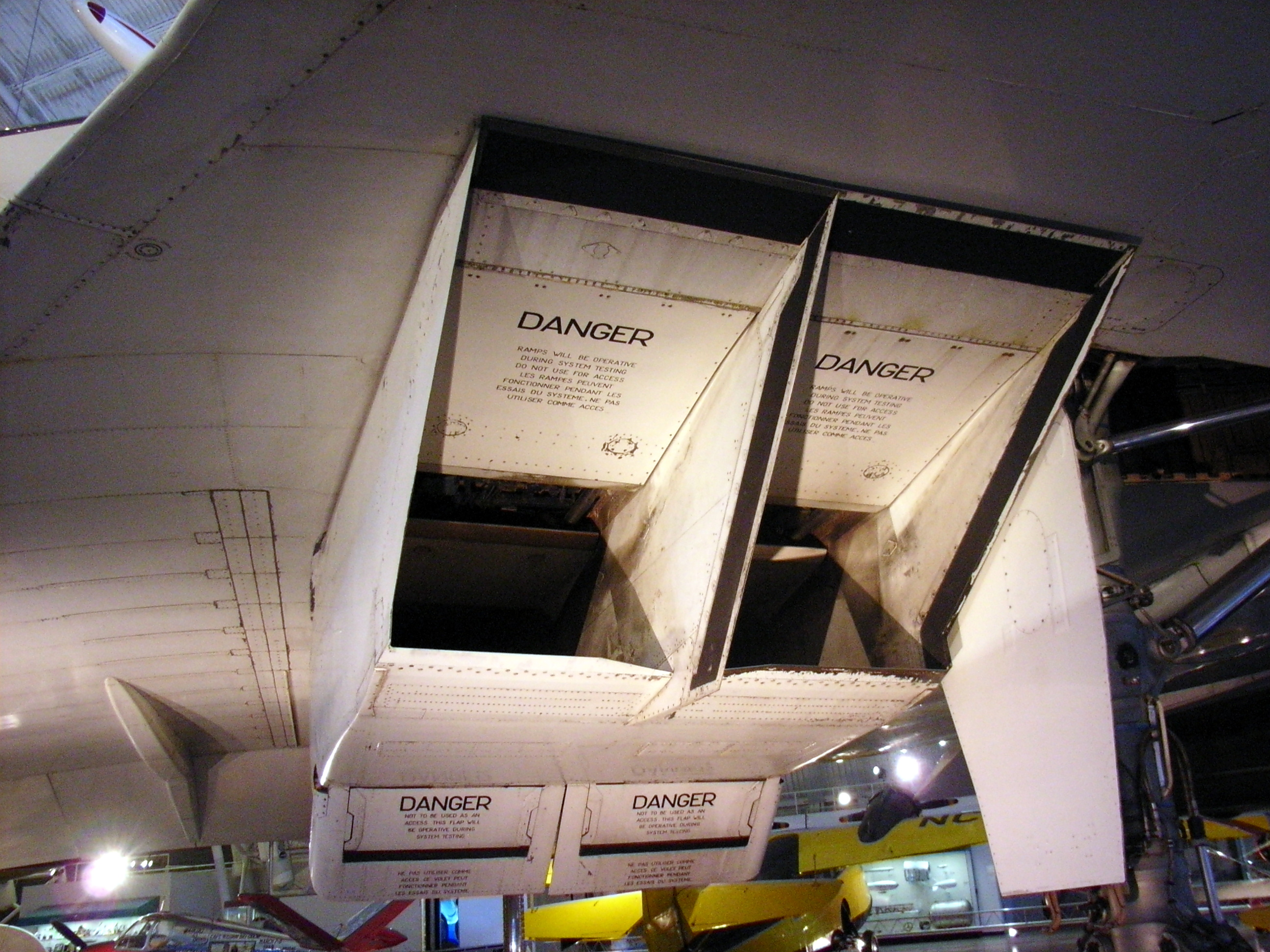
Entrées d'air des réacteurs droits du Concorde.

Le but des entrées d'air est d'amener la vitesse de l'air à une vitesse compatible avec le fonctionnement du moteur (environ Mach 0,5). Des panneaux articulés, appelés « rampes » assurent cette fonction. Ces rampes sont manœuvrées par des tubes de torsions, eux-mêmes entraînés par un moteur hydraulique. Ces moteurs sont au nombre de deux : un normal et un autre de secours.

Illustration des flux aux différents régimes de vol du Concorde (décollage, subsonique, supersonique).

On distingue trois phases de fonctionnement :
1. Vitesse de 0 à Mach 0,5 : le débit d'air passant par les entrées d'air est insuffisant jusqu'à Mach 0,5. Un volet d'air additionnel, situé en partie inférieure s'ouvre du fait de la différence de pression entre l'extérieur et l'intérieur de l'entrée d'air ;
2. Vitesse de Mach 0,5 à Mach 1,2 : le volet d'air additionnel se referme. Les rampes sont en position haute ;
3. Vitesse supérieure à Mach 1,2 : en vol supersonique, une onde de choc se crée à partir des bords de la prise d'air. Lorsque l'air passe à travers l'onde de choc, sa vitesse devient subsonique. En compensation (il s'agit de l'observation des lois de conservation en aérodynamique compressible), la pression augmente. L'air arrive ainsi dans le compresseur à une vitesse convenable (environ Mach 0,5) et à plus haute pression. La position de l'onde de choc est cruciale, et doit être contrôlée en fonction de la vitesse. Les rampes sont positionnées afin d'adapter la géométrie de l'entrée d'air à la vitesse de l'avion. Ces entrées d'air étaient contrôlées par des calculateurs d'entrée d'air (AICU), deux par moteur, situés en partie avionique du galley[72] arrière. Des informations de pression d'air, température, et nombre de Mach alimentent les calculateurs. 
En vol supersonique, de l'air prélevé par quatre petits volets, situés dans les coins supérieur et inférieur au niveau de l'entrée du moteur propre, permet de refroidir la nacelle du moteur. Ces volets sont fermés en subsonique et en cas de feu ou surchauffe moteur par action sur la poignée coupe-feu. 
À l'intérieur de l'entrée, une sonde de température et quatre sondes de pression permettent de connaître les paramètres d'entrée d'air.
Au poste de mécanicien navigant, un indicateur par entrée d'air permet de contrôler en permanence le rapport de pression (IPRE : Indicator pressure ratio error).
Le système d'entrée d'air est équipé d'un système embarqué de test pour les essais et recherche de panne en maintenance.

#### Moteurs

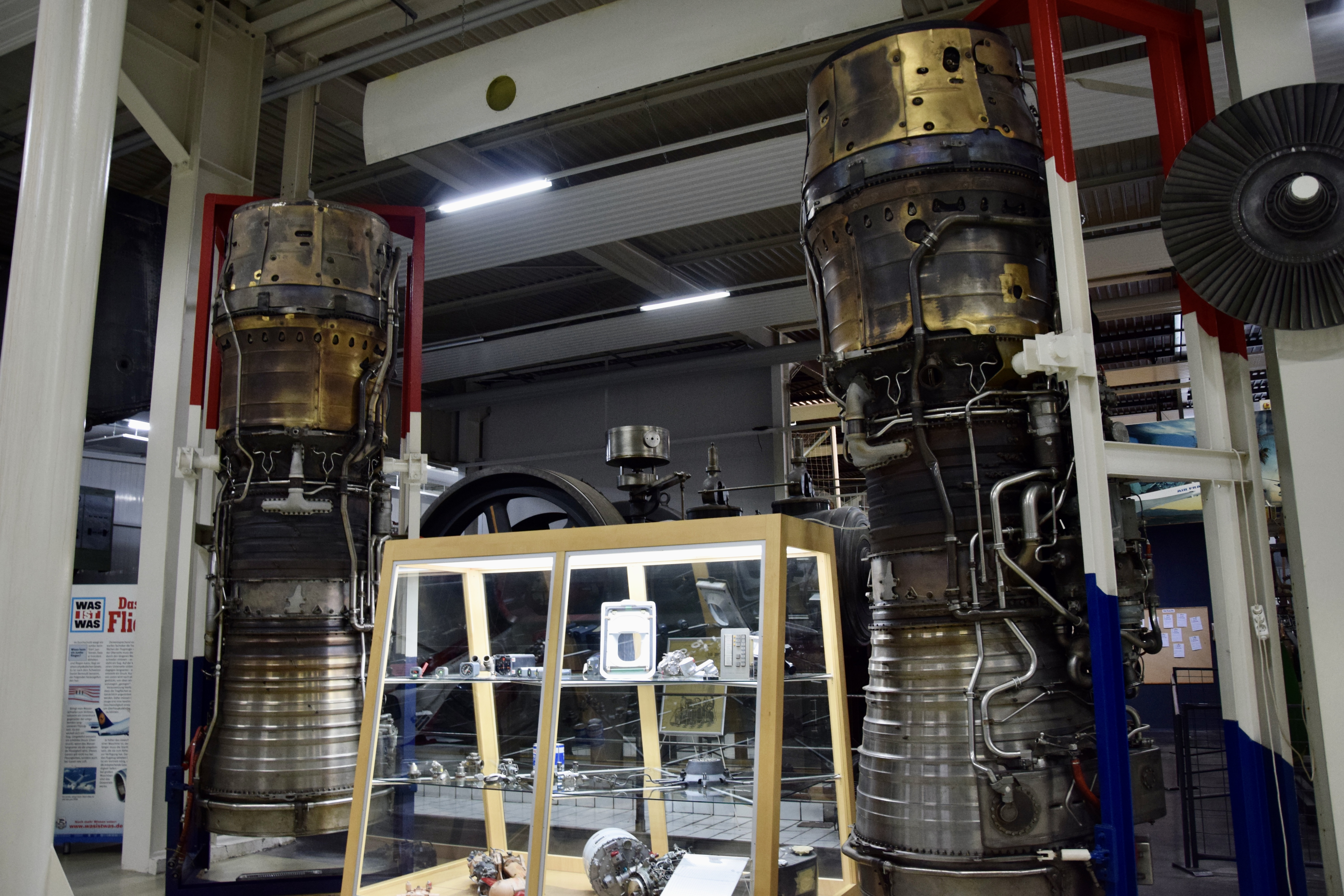
Turboréacteurs Rolls-Royce Snecma Olympus 593 au Sinsheim Technik Museum.

Le Concorde est propulsé par des turboréacteurs composés de trois ensembles : l'entrée d'air conçue par British Aircraft Corporation, le réacteur Olympus 593 conçu conjointement par Rolls-Royce et Snecma et le canal d'éjection mis au point par la Snecma. Des modifications importantes ont permis d'accroître la poussée et de diminuer la consommation en régime subsonique. La version définitive est la Mk IV.
Des entrées d'air moteurs à section variable à régulation électronique servent à réduire la vitesse de l'air entrant dans le réacteur. Une sortie des gaz à section variable augmente la vitesse de l'air sortant. Le dégivrage de la voilure et des entrées d'air moteurs est entièrement électrique soit en continu soit par cycle, limitant les tuyauteries d'air. Cette spécificité n'est pas reprise sur les avions actuels.
La conception difficile, la réalisation et la mise au point de l'entrée d'air du réacteur ont été prises en charge en partie par la Snecma.
Cependant, il n'y a pas d'APU, ce qui impose la présence d'un groupe électrique et à air indépendant dans chaque escale. Un projet a été étudié mais abandonné (prototype APU au Musée de l'Air et de l'Espace, don de M. Chevalier). Le Boeing 727 est le premier avion civil à disposer d'APU intégré pour la mise en route des réacteurs.
Les Concorde français sont équipés de réacteurs identiques à ceux équipant les Concorde britanniques, mais assemblés par la Snecma.

##### Constitution du moteur
Simple flux, double corps (compresseurs basse pression (N1) et haute pression (N2)), chambres de combustion annulaire, turbines haute et basse pression. Un système de postcombustion (ou réchauffe) est ajouté. Une tuyère à section variable (AJ : Area Jet) vient se positionner à l'arrière.
Un relais accessoire, entraîné par le corps haute pression N2, permet d'entraîner les vario-alternateurs, les pompes hydrauliques, les pompes d'alimentation en carburant haute et basse pression.
La régulation de la poussée est effectuée par le biais du corps haute pression N2 (contrairement aux moteurs d'aujourd'hui qui se régulent au N1). Ce dernier (N2) réagit aux variations de débit carburant piloté par la manette des gaz associée au moteur. L'attelage basse pression N1 est régulé par la tuyère primaire (AJ), montée en sortie de canal de réchauffe (postcombustion). Le N1 est ajusté au N2. Le rapport de vitesses des deux compresseurs doit rester dans une plage de fonctionnement compatible. La régulation du N1 n'interfère par sur celle du N2 car un phénomène de saturation (ou bouchon) permet de dissocier les deux. Concrètement, un col sonique est présent dans le distributeur de la turbine BP. Les paramètres variants en amont n'affectent pas ceux situés en aval et inversement. C'est une particularité de ce moteur. Ce système a permis de se passer de clapet de décharge.
L'équipage ajuste et contrôle la poussée par la vitesse de rotation du corps haute pression (N2) au moyen de deux calculateurs de poussée (TCU) par moteurs, l'un suppléant l'autre en cas de panne. Au poste de pilotage, des indicateurs à aiguilles et à tambours permettent de contrôler les paramètres de vitesse de rotation moteur, de consommation de carburant, de pressions et de températures.
La postcombustion (appelée aussi réchauffe) est utilisée pour le décollage et pour passer le mur du son, à partir de Mach 0,97 et jusqu'à Mach 1,7. Elle permet d'obtenir une poussée supplémentaire d'environ 18 % pendant ces deux phases, mais au prix d'une consommation très élevée (80 tonnes par heure au décollage au lieu de 20 en croisière). La postcombustion est réalisée par une pompe et un régulateur de carburant haute pression envoyant du carburant dans les gaz d'échappement du moteur. Elle est commandée par le pilote au moyen d'un interrupteur situé derrière les manettes de poussée moteur au travers d'un calculateur électronique.
La postcombustion n'est pas allumée sur les quatre moteurs en même temps, mais par paire symétrique, d'abord les moteurs 1 et 4 (moteurs extérieurs, les plus éloignés du fuselage) puis les moteurs 2 et 3.
Une couronne de sondes mesurant les températures des gaz de turbine (TGT) est disposée dans le cône de queue du moteur.

#### Tuyère

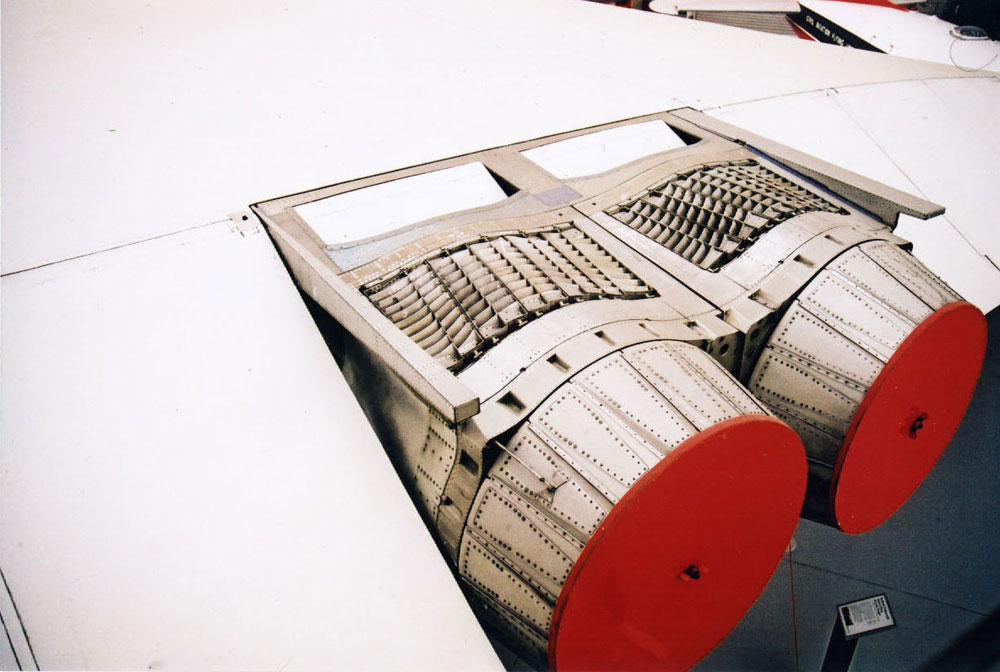
La tuyère (14) est à géométrie variable à l'aide d'une couronne de volets.

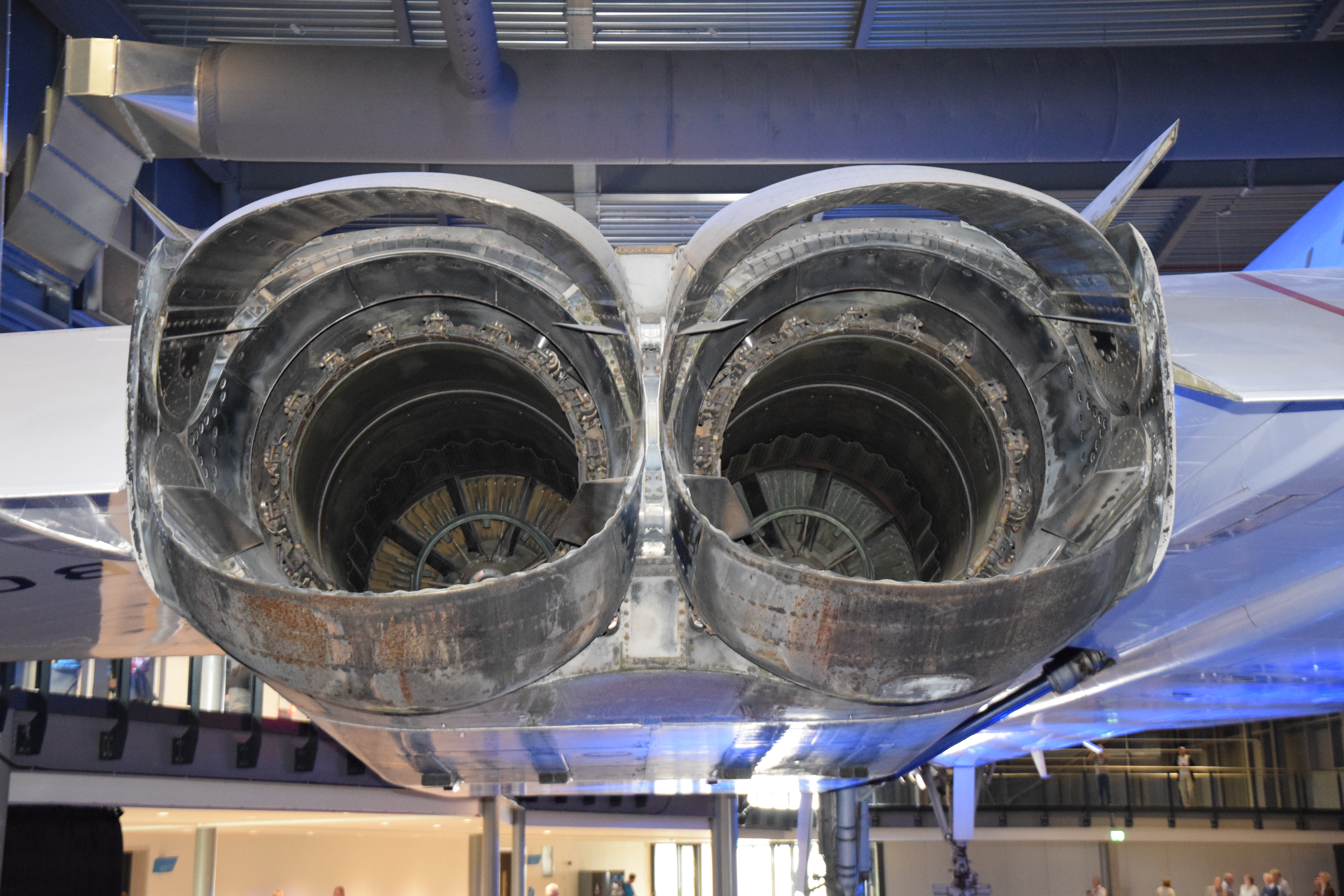
La tuyère (28) du moteur Olympus 593 est à géométrie variable. Au premier plan, les inverseurs de poussée.

Cette partie située en arrière du moteur est faite d'un tube d'acier haute température d'environ 1 m de diamètre et 2,50 m de longueur. La partie tube est une cheminée pour les gaz d'échappement en sortie de turbine. Elle est terminée par deux équipements :
- les tuyères 14 : une couronne de petits volets appelée « AJ » permettant par leur mouvement de modifier la section de sortie de la tuyère. Ce dispositif est destiné à augmenter la pression pour accélérer la vitesse des gaz, donc augmenter la vitesse de l'avion particulièrement en supersonique. Ces volets sont commandés par des vérins pneumatiques dont l'ordre d'ouverture ou de fermeture est émis par le calculateur de poussée (TCU) au travers d'un moteur électrique (PNT) commandant un servomoteur à gaz (PNC) ;
- les tuyères 28 : deux coquilles mobiles sur chaque moteur sont installées à l'extrémité de la tuyère. Ce sont les inverseurs de poussée utilisés comme système d'appoint au freinage des roues et comme ralentisseur de vitesse dans la phase de retour en subsonique. C'était l'un des rares avions à utiliser les inverseurs en vol. Ces coquilles servaient aussi à moduler le flux du réacteur. Ces inverseurs sont actionnés par un moteur pneumatique commandé par la manette inverseur de poussée situé en avant des manettes de poussée au poste de pilotage.

### Train d'atterrissage et freins

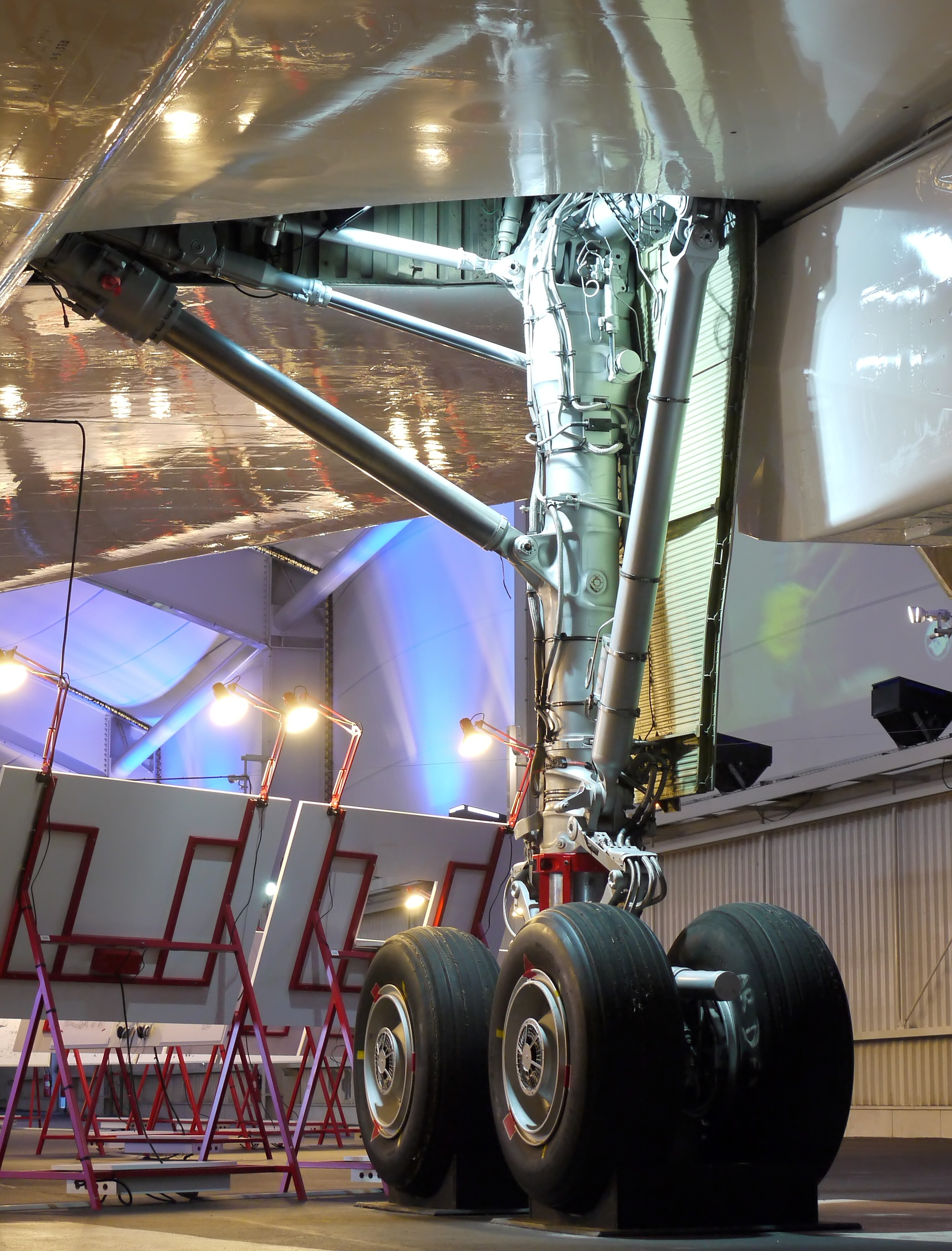
Le train d'atterrissage principal gauche du Concorde au musée du Bourget.

#### Train d'atterrissage

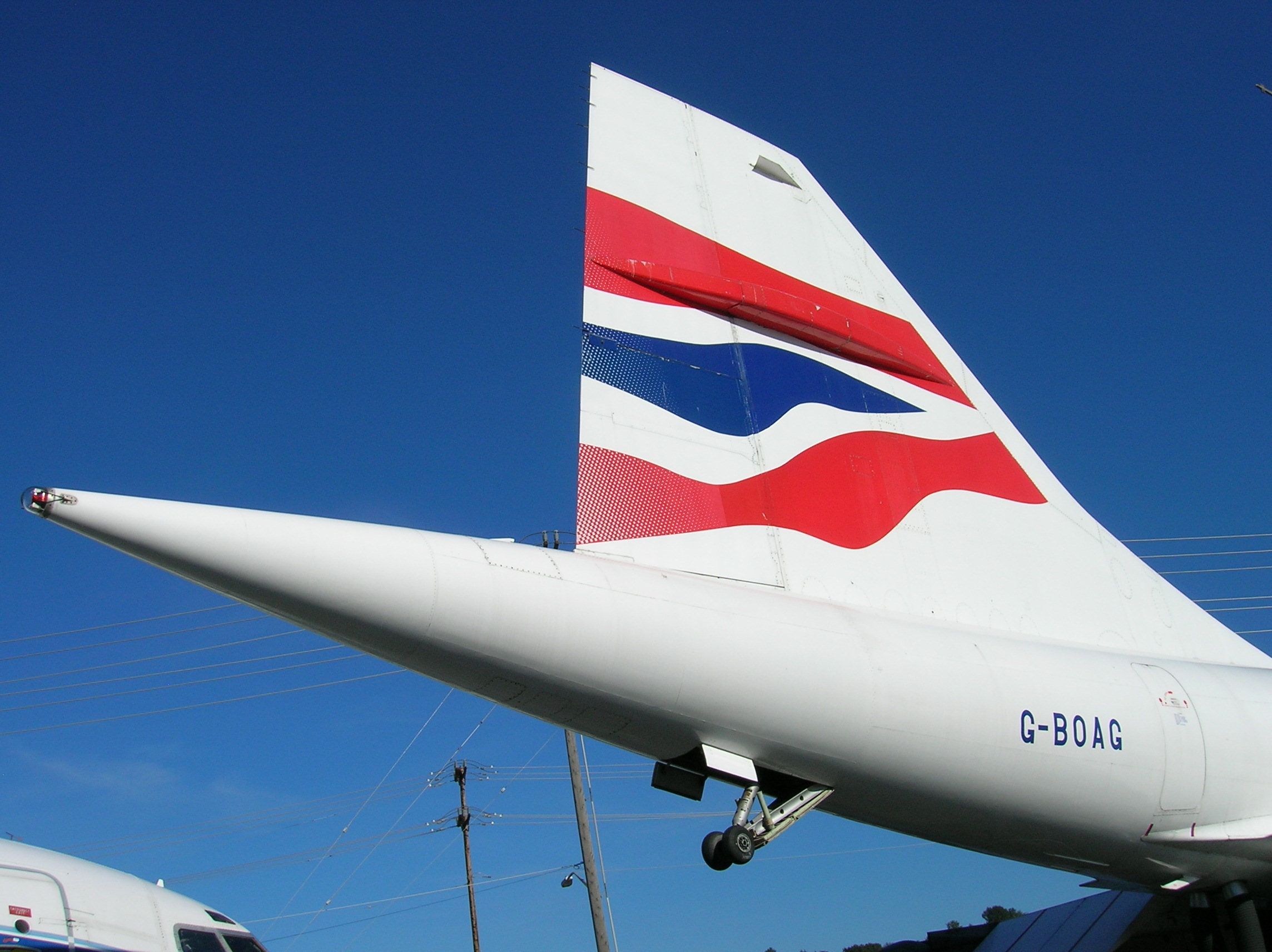
Cône de queue du Concorde avec la roulette de queue.

Le train d'atterrissage est un train dit « tricycle » : un train principal sous chaque aile plus un train avant sous la cabine avant. La commande est électrique, elle pilote des électrovannes qui envoient un fluide dans des vérins hydrauliques. La sortie, comme la rentrée, est normalement hydraulique, mais en cas d'urgence, après déverrouillage manuel, chaque train est sorti par gravité.
Le train avant se replie vers l'avant ; les deux trains principaux, après raccourcissement, se replient latéralement dans leur logement situé en partie dans le fuselage. Une fois le train rentré, des portes ferment les logements.
Une roulette dite « de queue » rétractable est installée au niveau du cône de queue pour protéger le fuselage en cas d'incidence trop élevée pendant le décollage.

#### Freins
Les disques de freins principaux, au nombre de huit, un par roue, sont en carbone pour réduire la masse de l'avion. Ce point clef de la conception n'est adopté qu'à partir de l'avion 102.
Le Concorde dispose de trois possibilités de freinage : un freinage normal avec antipatinage, un freinage « alternate » et un freinage de secours.
Les roues avant sont freinées par un frein à disque pour le freinage à la rentrée du train uniquement.
Un transmetteur de position pédale électrique commande la puissance hydraulique pour les freinages normal et alternate. Le freinage de secours est entièrement hydraulique, des pédales de frein aux freins. Des ventilateurs permettent le refroidissement accéléré des freins.
Une sonde de température est installée sur chaque frein dont la température est transmise au cockpit.

#### Roues
Il y a quatre roues sur le bogie de chaque train principal. Les pneus sont gonflés à l'azote pour limiter l'échauffement des roues. Il n'y a pas de transmetteurs de pression des pneus comme sur les avions actuels, mais, à la suite d'un incident à Washington en 1979, un système de détection de sous-gonflage a été installé sur chaque train principal. Il s'agit de mesurer les contraintes du bogie dû, par exemple, à une roue dégonflée ou crevée, par des détecteurs d'effort collés sur le bogie. Le signal est envoyé dans le cockpit sur des voyants au panneau avant et au panneau OMN de l'officier mécanicien navigant.
Le test du système de contrôle est quotidien et l'alarme de sous-gonflage pendant le roulage nécessite un retour au parking pour vérifications. De plus, la vérification des pressions des roues est effectuée avant chaque vol. L'orientation des roues avant est faite à l'aide d'un volant pour chaque pilote. Le signal généré par le volant est envoyé vers un calculateur. Un vérin hydraulique commandé électriquement oriente le train avant en fonction de la consigne reçue.

### Circuits

#### Génération électrique
La génération électrique est de même principe que sur les autres avions modernes contemporains (Boeing 747) (triphasé 115⁄200 V et 400 Hz avec mise en parallèle des quatre alternateurs). Ceux-ci sont entraînés par les quatre moteurs, par l'intermédiaire du boîtier accessoires. Il y avait un IDG (de l'anglais Integrated Driving Generator) par moteur.
La nouveauté sur les Concorde sont des générateurs électriques mis en place pour gagner du poids, réunissant les deux fonctions, régulation de fréquence et générateur électrique en un seul équipement appelé IDG. Le gain de poids est d'environ 40 kg par alternateur. Cette technologie fut reprise par des constructeurs d'équipements, pour les avions modernes à partir de l'Airbus A310. Tous les avions en sont maintenant équipés.
Les commandes et contrôles des tension et fréquence de chaque IDG sont gérés par un moteur et un calculateur, appelé Generator Control Unit (GCU). Les paramètres (tension, fréquence et température de l'huile de refroidissement) peuvent être vérifiés par l'officier mécanicien navigant (OMN). Un bouton-poussoir et un voyant de synchronisme permettent de faciliter la mise en parallèle des alternateurs, qui est normalement automatique (même tension, même fréquence et même rotation de phase).
En cas de panne, le mécanicien navigant peut déconnecter mécaniquement l'IDG à partir du poste de pilotage. Le vol se poursuit avec trois générateurs. De plus, pour respecter la réglementation, un alternateur de secours entraîné par un circuit hydraulique est également installé. En dernier recours, un convertisseur statique courant continu/courant alternatif assure le courant alternatif à partir des batteries de bord. Ces deux batteries cadmium/nickel assurent le dernier secours en 28 V. La recharge de ces batteries et l'alimentation électrique continue, sont assurées par des transfo-redresseurs 115/28 via des contrôleurs de charge.
Au sol, moteurs arrêtés, l'avion est alimenté par un groupe de parc de minimum 90 kW de puissance.

#### Éclairages

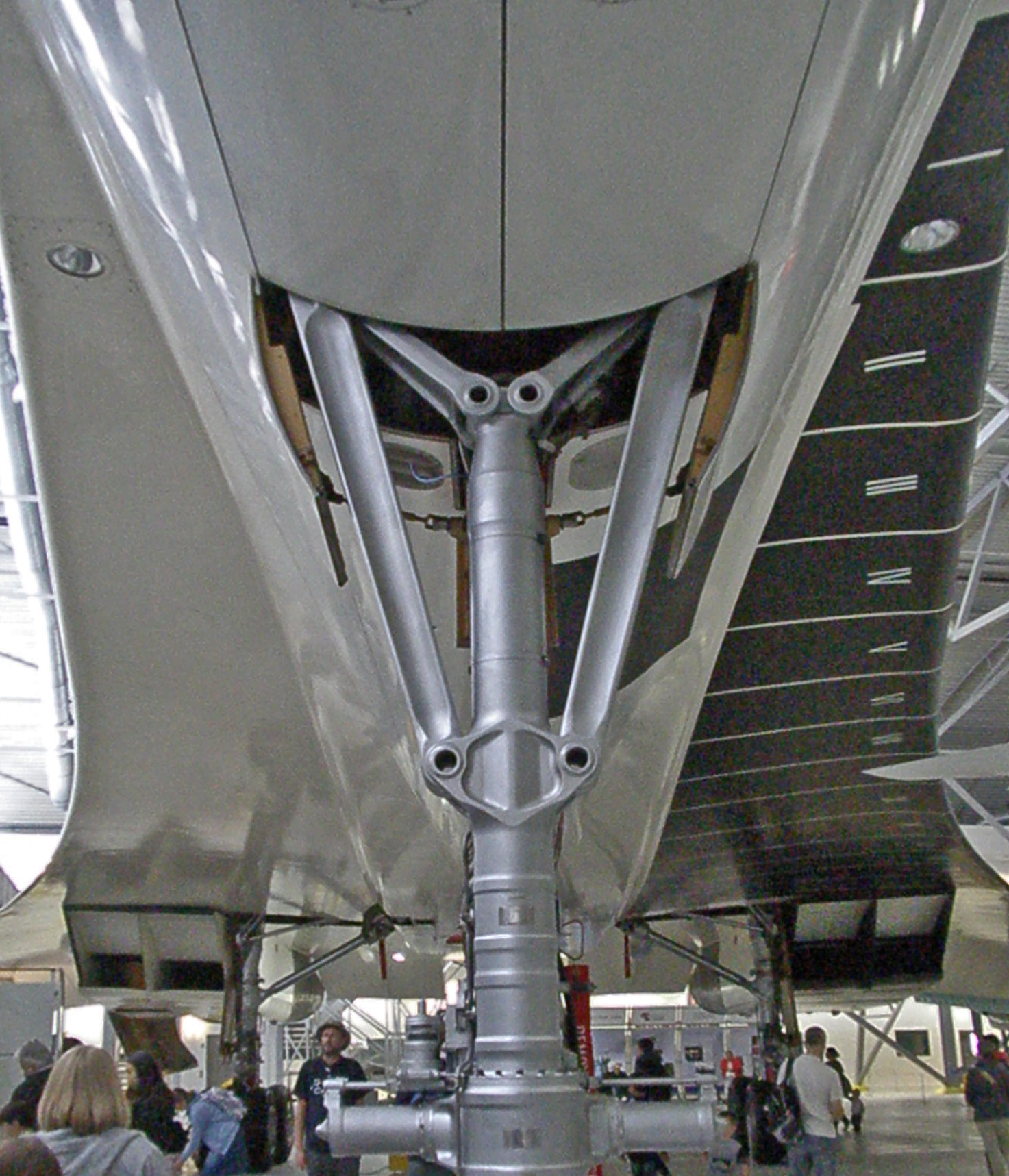
Phares d’atterrissage d'un Concorde près de la jonction d'aile.

Le Concorde dispose de nombreux éclairages. Les commandes des éclairages se situent dans le cockpit, juste au-dessus du pare-brise afin d'être accessible aux deux pilotes. Deux phares d'atterrissage rétractables d'une puissance de 600 W sont situés à l'intrados, près du bord d'attaque, à proximité de la jonction entre l'aile et le fuselage. Deux phares de roulage et de décollage également rétractables sont situés sous le fuselage. En avant du cockpit, en partie inférieure du fuselage, de chaque côté se trouvent deux phares de virage. Trois feux de navigation sont inclus soit dans les ailes, soit dans le cône de queue, afin d'éviter les traînées supplémentaires. Trois feux anticollision à flash rouge sont situés de part et d'autre du fuselage au début de la jonction entre l'aile et le fuselage et un à l'arrière en extrémité de fuselage.
À l'arrière, le boîtier de feu de navigation est commun avec le feu anticollision. La fixation de ce feu est renforcée afin de parer à la dégradation due aux vibrations dans cette partie de l'avion. Les logements de trains d'atterrissage sont éclairés au sol à des fins d'inspection.

#### Circuits hydrauliques
Comme la Caravelle et les Airbus actuels, le Concorde est doté de trois circuits hydrauliques. Circuits normaux appelés vert et bleu et circuit secours appelé jaune. Le liquide est de l'Oronite, un liquide synthétique résistant à la température de fonctionnement en vol soit 120 °C. Ces circuits sont alimentés par des réservoirs situés dans la soute hydraulique placée sous la soute arrière.
Au sol, moteurs arrêtés, la pression est générée par deux pompes électriques, une pour le circuit vert et une pour le circuit bleu, alimentées en triphasé. Le circuit jaune peut être utilisé par une ou les deux électro-pompes sous réserve qu'on ait orienté le sélecteur sur jaune. Ces pompes sont commandées par des interrupteurs situé au panneau mécanicien navigant. Tous les équipements hydrauliques peuvent être commandés par la pression délivrée par ces pompes.
En situation de maintenance, des groupes de parcs hydrauliques sont utilisés pour les essais prolongés notamment les essais de rentrée de train alors que quand les moteurs sont en route, la pression hydraulique est délivrée par les pompes entraînées par les moteurs.
Les circuits hydrauliques commandent les trains d'atterrissage (rétraction/extension, freins), les commandes de vol et le nez basculant.
En dernier recours, en cas de perte des trois circuits hydrauliques, une hélice (RAT, ram air turbine) rétractable située sous l'aile gauche peut être sortie à partir du poste de pilotage. Cette hélice, mue par le vent relatif lié au déplacement de l'avion, entraîne une pompe hydraulique permettant de conserver un minimum de commandes de vol et les freins en freinage secours (pas d'antipatinage) ainsi que l'alternateur de secours. Pendant la vie de l'avion, cet équipement de secours n'a jamais servi. Seuls des essais en maintenance garantissent le bon fonctionnement en cas de besoin en vol.

#### Circuits carburants et réservoirs

Réservoirs de kérosène du Concorde.

Treize réservoirs contenant au total 95,8 t de kérosène, soit environ 119 500 L (densité 0,8) permettent d'alimenter les réacteurs. Ces réservoirs sont répartis dans les ailes, dans le cône de queue derrière la soute à bagages et dans le fuselage en partie basse en avant des trains d'atterrissage principaux. Les réacteurs sont alimentés à partir des quatre réservoirs dits « nourrices ». Ceux-ci se remplissent pendant le vol par transfert de carburant à partir des autres réservoirs.

Le transfert de carburant.

La consommation de carburant pouvant varier en fonction des vents, de la charge passagers et bagages, du temps estimé d'attente à l'arrivée (notamment de CDG vers JFK), une quantité de carburant supplémentaire (environ 1 600 L) peut être ajoutée dans les parties hautes des réservoirs (surplein).
La quantité de carburant pour un vol vers les États-Unis est le plein complet à pleine charge, soit 95 t avec environ 13 t restant à l'arrivée (le tableau de caractéristiques indique 7 tonnes). Le retour vers l'Europe ne nécessite pas le plein complet grâce aux vents favorables. La quantité pour le retour est d'environ 78 t avec également 13 t restant. Cette quantité restante pouvant être utilisée en cas de panne du conditionnement d'air ou du moteur, et dégagement en cas d'indisponibilité de l'escale d'arrivée.
En plus de l'alimentation des réacteurs, le carburant remplit deux autres fonctions. Il est utilisé pour le centrage et l'équilibrage. Après le passage du mur du son, l'équilibre aérodynamique est modifié, le centre de portance recule. Pour compenser cet effet, les ingénieurs auraient pu utiliser le braquage des gouvernes de profondeur, mais ce système n'était pas acceptable, car il aurait produit une augmentation significative de la traînée, ce qui aurait entraîné une surconsommation de carburant, réduisant considérablement l'autonomie de l'avion. La solution trouvée pour parer à ce phénomène consiste à déplacer vers l'arrière le centre de gravité de l'appareil. Sur Concorde, la seule masse déplaçable est le carburant dans les réservoirs. Le transfert du carburant se fait de l'avant vers l'arrière pour le vol supersonique et le contraire pour le retour en subsonique comme sur le Dassault Mirage IV. Trois réservoirs situés dans le fuselage, deux à l'avant et un à l'arrière servent principalement à cette fonction. Le transfert s'effectue par deux conduits dits « main gallery » entre les trois réservoirs. Pendant ces transferts, le déplacement du carburant est entendu en cabine. À Mach 0,93, transfert vers l'arrière du carburant, aux environs de Mach 1,2, début du transfert vers l'avant. Pendant l'avitaillement, la séquence de chargement du carburant permet de ne pas « poser » l'avion sur la roulette de queue. Une table des volumes des réservoirs permet de connaître la répartition du carburant. Enfin, le carburant est également utilisé pour le refroidissement de l'air de conditionnement de la cabine.

#### Conditionnement d'air
Selon la vitesse, le maintien de la température en cabine peut se faire de deux manières. En vol subsonique, la cabine est réchauffée par le prélèvement d'air sur les étages compresseur haute pression. Pour des vitesses supersoniques, la climatisation est rendue difficile par l'échauffement de la cellule en raison des frottements de l'air. Le refroidissement se fait par échange avec le carburant, prélèvement des frigories. Une surconsommation de carburant peut obliger à revenir en subsonique plus tôt que prévu afin de conserver une température acceptable en cabine.
Quatre groupes de conditionnement d'air sont utilisés, mais une surveillance accrue de la température par l'officier mécanicien navigant est nécessaire pour éviter une augmentation de la température cabine non compatible avec le confort des passagers. La pressurisation de la cabine est réalisée par quatre vannes (ouflow valves) commandées par un contrôleur de pressurisation. L'officier mécanicien navigant (OMN) programme le système manuellement. Quatre indicateurs permettent la surveillance de la pressurisation. Il y a un variomètre cabine, un altimètre cabine, un indicateur d'écart de pression externe/interne (delta P) et un indicateur de position de vanne de régulation de pression de la cabine.

#### Circuit de secours oxygène
L'avion dispose de deux circuits de secours à oxygène.
Le circuit pour les pilotes comprend une bouteille oxygène gazeux qui alimente cinq masques à oxygène dans le poste de pilotage. Le circuit cabine passagers est constitué de trois bouteilles, installées en soute arrière, qui alimentent des masques pour cent passagers et six personnels commerciaux.
Des petites bouteilles portatives sont installées à bord afin de permettre aux personnels commerciaux de se déplacer et circuler en cabine avec un masque à oxygène si besoin.

### Pilotage

#### Vitesse et altitude

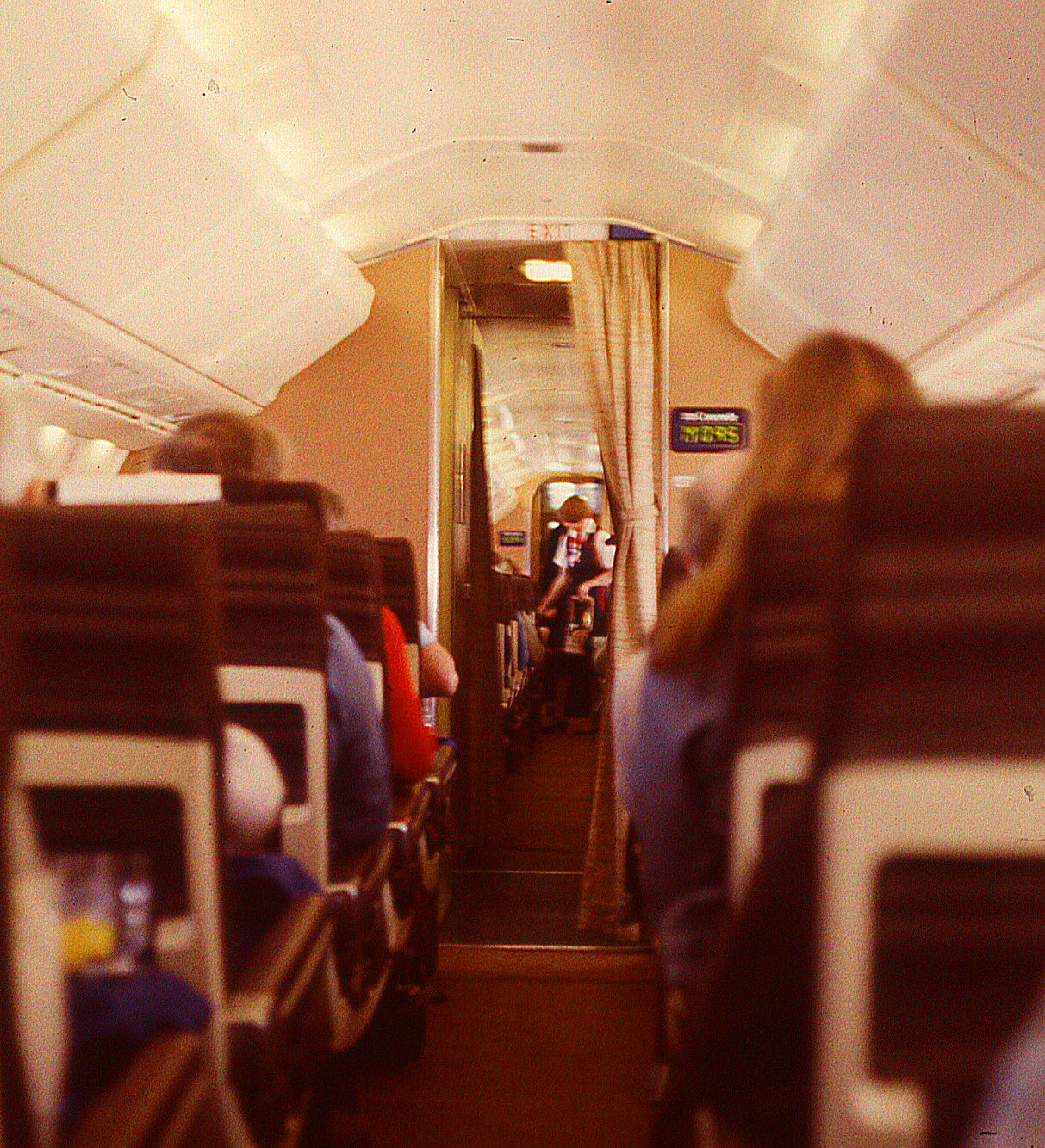
Machmètre de la cabine arrière du Concorde G-BOAB en 1984 (sur la paroi de séparation), alors qu'il va passer en vol supersonique (Ma 0,95).

Comme les autres avions de la même époque (747, A300, DC-10), le Concorde est équipé de deux centrales aérodynamiques et d'un circuit de secours. Les centrales, situées dans l'entrée du cockpit, récupèrent les informations de nombreux instruments. La mesure de la vitesse est obtenue grâce à des tubes de Pitot situés de chaque côté du fuselage avant. L'altitude est mesurée à l'aide des prises statiques situées de part et d'autre du fuselage en arrière des portes avant. La température est relevée en utilisant des sondes sous le nez. La température est très importante pour le calcul du nombre de Mach. Les informations sont distribuées par des tuyauteries souples et rigides situées sous les planchers cabine et poste de pilotage sauf pour la température (informations électriques).
On retrouve les instruments classiques mais doubles, puisque servant en mode électrique (normal) et secours (pneumatique) sur chaque planche de bord. Ces indicateurs sont les altimètres pour l'altitude et les anémomètres pour la vitesse par rapport à l'air. Les machmètres indiquent la vitesse en nombre de Mach. Pour le calcul de celle-ci, il est nécessaire de connaître la température de l'air ambiant et la vitesse. Les variomètres sont utilisés pour connaître la variation d'altitude. Il y a également les indicateurs de température. Les informations reçues par ces instruments sont des informations calculées par les centrales aérodynamiques ayant pour origine les pressions prises par les Pitot et les prises statiques. Des sondes d'incidences et de dérapages, au nombre de deux chacune, complètent le dispositif aérodynamique. Deux sondes de dégivrage sont également installées. Toutes les sondes sont dégivrées en subsonique.
Le circuit de secours est entièrement pneumatique, des sondes aux indicateurs. Le Pitot est constitué par la pointe de perche de nez et la prise statique est placée sur la partie externe de cette même perche.
Deux recopies machmètres installés à l'avant des cabines avant et arrière permettent aux passagers de suivre l'évolution du Mach en croisière.
Un test embarqué commandé par deux interrupteurs situés en arrière du pylône permet de simuler les vitesses et altitudes au sol.

#### Cap et horizon artificiel
Trois centrales à inertie permettent d'obtenir les informations de cap et horizon de manière indépendante de systèmes terrestres. Ces centrales, situées en soute électronique, sous le cockpit avec accès par une porte indépendante, sont chacune couplées à une batterie de petite capacité pour permettre d'assurer l'alimentation des centrales en cas de perte de réseau électrique.
Afin de lire et d'utiliser un cap magnétique, les centrales sont couplées à un coupleur compas, qui permet de corriger le cap géographique donné par les centrales à inertie pour obtenir un cap magnétique. Deux vannes de flux situées sur le toit de l'avion permettent de récupérer les informations magnétiques. Ces informations peuvent être lues sur les instruments de bord de chaque côté, mais les informations de cap et d'altitudes distribuées sur chaque planche sont d'origine différente pour faciliter la détection de pannes ou d'erreurs d'indications.
Le temps d'alignement et chauffe des centrales à inertie est d'environ 18 minutes. Ces centrales sont utilisées pour effectuer de la navigation par waypoints. Ces points de repère sont insérés un par un par les équipages. Les informations des centrales sont utilisées pour le cap, l'altitude (horizon artificiel), les corrections de vitesse et d'altitude, le calcul de la vitesse par rapport au sol et de la vitesse ascensionnelle, ainsi que pour le pilote automatique.
Couplé au pilote automatique, l'avion peut rejoindre son point de destination automatiquement sans autre surveillance que la vérification du passage du waypoint.

#### Radionavigation
Des systèmes d'aide à la navigation par radio sont installés sur Concorde. Il y a deux VOR, radio navigation en VHF, constitués de deux antennes, deux récepteurs et boîtes de commandes, et des indicateurs RMI VOR pour la chaîne automatique et les HSI pour les chaînes manuelles. Les VOR sont couplés aux centrales à inertie pour le recalage des positions. Deux systèmes ILS sont utilisés pour le guidage des approches de précision. Ces systèmes utilisent les mêmes instruments de vol que les VOR. Le récepteur VOR/ILS NC 250 est fourni par la firme française CSF.
Deux DME permettent de calculer les distances de l'avion par rapport aux stations au sol. L’antenne DME/ATC est fournie par l’entreprise française STAREC, comme celle de la radiobalise. Le récepteur de radiobalise est fabriqué sous la désignation MKA-28C par Bendix Corporation (en), qui fournit également le radiocompas DFA-73-A.
Le Concorde est équipé de deux ADF dont les antennes sont fixées sur le toit du fuselage et dont les récepteurs sont installés dans les armoires électroniques situées dans le galley arrière. Deux RMI ADF permettent la visualisation des indications de directions des stations et couvrent la gamme de 190 à 1750 kHz en trois bandes.
Deux radio altimètres AHV-5 de marque TRT permettent de lire les altitudes d'approche (inférieur à 2 000 mètres) avec précision (au pied près). La précision de cet équipement est de +/- 3 % entre 0 et 100 pieds d’altitude. Les antennes sont situées sous le fuselage à hauteur de la soute avant. Les émetteurs-récepteurs sont installés au fond de la soute avant.
Il y a un système radar météo EKCO (en) E390/564 en bande X comprenant l’antenne M.6002.A installée dans le radôme de nez qui émet un faisceau de 2°7, balayant un secteur de + 60° en azimut et un secteur de + 35° en site. Elle est conçue pour fonctionner aux températures allant de – 60 à + 135°C. Plus un ou deux émetteurs-récepteurs M 6000.A situés en soute électronique avant, un ou deux indicateurs M.6001.A et la boîte de commande M.6003.A. L’indicateur radar a un écran monocouleur de 13 cm de diamètre et permet le choix de quatre échelles correspondant aux distances de 30, 60, 180 et 360 milles nautiques qui permettaient la détection des zones nuageuses en vol.
Deux systèmes ATC type Collins 914A offrent 4096 codes dans les modes A, B, C et D, ce qui permet d'envoyer les informations de situation et altitude vers les Centres de Contrôle en vol. Deux systèmes anticollision en vol TCAS ont été installés en 1998 à la suite de l'obligation d'installation pour les vols, vers les États-Unis dans un premier temps.

#### Pilotes automatiques
Le Concorde est équipé de deux pilotes automatiques/directeur de vol, permettant de faciliter la conduite du vol aux pilotes pendant le vol. Le panneau de commande (AFCS) est situé, comme pour les autres avions, sur le panneau situé au-dessus des indications moteurs. Il permet d'engager les différents modes PA/DV.
Les calculateurs PA, sont situés dans les meubles avioniques situé de chaque côté du couloir d'entrée du cockpit. Un test embarqué permet la détection et le dépannage des PA. La liaison PA/Commande de vol s'effectue par les relay-jack situés sous le plancher du poste de pilotage. À l'avant des manettes de poussée, un panneau avec des boutons de commande permet de faire évoluer en PA dit manuel. De plus, en PA, des bielles d'effort permettent de piloter l'avion en mode PA dit « pilotage transparent » à partir des manches sur simple effort du pilote. Les signaux d'effort transmis par les bielles sont traités par les calculateurs PA avant d'être envoyés sur les commandes de vol.
Le Concorde est certifié atterrissage tout temps dit CAT 3 A, hauteur de décision 25 pieds.

#### Communications radio
Le Concorde est équipé des systèmes traditionnels de communications radio. Il dispose de deux radios VHF de 350 km de portée. Les équipements VHF comme le répondeur de radar secondaire sont fournis par SEDELEC-Wilcox. Les postes VHF type 807 possèdent 1360 canaux espacés de 25 kHz dans la gamme de 116 à 150 MHz, Les émetteurs récepteurs VHF sont situés dans l'armoire électronique situé dans l'entrée du poste de pilotage. Les antennes sont situées, une sur le toit, l'autre sous le fuselage. Celle sous le fuselage a pour particularité d'être double (VHF et VOR).
Il y a également deux radios longue portée (HF) pour les routes empruntées au-dessus des océans et parties désertiques qui rendent obligatoire l'utilisation permanente de la HF. La nouveauté du Concorde est l'utilisation d'une antenne HF structurale située dans la partie basse du bord d'attaque de l'empennage vertical (tous les avions modernes sont maintenant équipés de cette façon). La firme américaine Collins fournit l’émetteur-récepteur HF type 618T fonctionnant dans la gamme de 2 à 30 MHz ; cet ensemble à bande latérale unique commande les deux boîtes d'accord HF qui sont situées dans l'épaisseur de l'empennage vertical (portes ovales situées à gauche). La garantie du fonctionnement du système nécessite un essai par la maintenance avant chaque vol.
La compagnie Marconi fournit le décodeur SELCAL AD-900 qui peut être connecté aux équipements VHF et HF.
Aucun avion n'a été équipé de système téléphone satellite ni d'ACARS (contrôle automatique de l'état de l'avion en vol).

### Sécurité

#### Détections incendie et fumée
À la mise en service, la détection incendie moteur est réalisée avec des détecteurs dits de « flamme ». Des cellules disposées dans les nacelles moteurs, trois doubles par moteur, sont chargées de détecter les flammes et la fumée. Trop sensibles et non fiables, d'une maintenance difficile (accès très difficile) ces détecteurs sont remplacés ensuite par des détecteurs classiques de l'époque dits « capacitifs ».
La détection incendie et fumée soutes est des plus classiques. Il y a deux types de détecteurs, détecteurs « ambiance » et détecteurs « prélèvement ». Les détecteurs « ambiance » analysent l'air ambiant grâce à des cellules photoélectriques. Les détecteurs « prélèvement » analysent l'air des conduits d'évacuation de l'air de ventilation des équipements.

#### Enregistreurs de vol
Comme sur tous les autres avions, deux enregistreurs de paramètres équipent le Concorde. Il y a un enregistreur de paramètres dit DFDR, qui est réglementaire, situé dans la partie basse des meubles avionique du galley arrière. Un autre enregistreur de paramètres dit QAR se situe en partie avionique du cockpit. Cet enregistreur dispose dans un premier temps d'une cassette, puis d'un disque optique facilement remplaçable, le but étant un accès rapide aux paramètres de vol par la compagnie à des fins de contrôle de trajectoires et de maintenance dans des conditions définies par la compagnie.
Comme pour tous les avions de ligne, le Concorde est équipé d'un enregistreur de conversation. Celui-ci, situé en partie avionique du galley arrière, permet l'enregistrement des conversations du cockpit dès la préparation du vol de l'équipage et jusqu'à la fin de celui-ci. Il est également équipé d'une balise émettrice sous-marine.
L'altitude de vol étant élevée, un détecteur de rayonnement cosmique est installé à bord. Un indicateur permet à l'équipage de contrôler en permanence le niveau de rayons cosmiques.

## Liste des appareils et leur histoire

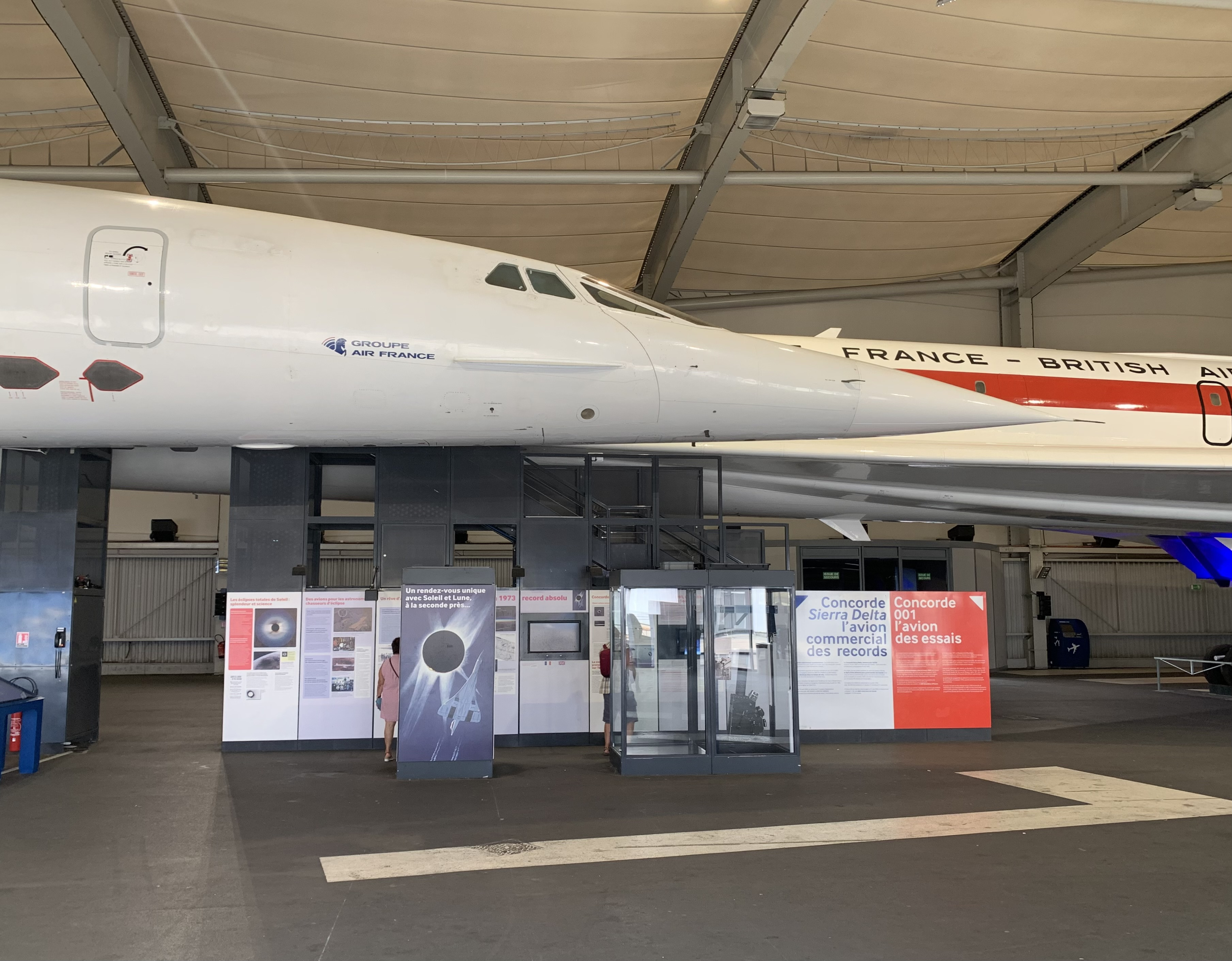
Le Concorde F-BTSD Sierra Delta à côté du prototype français 001, exposés au Musée de l'Air et de l'Espace du Bourget.

Seuls vingt Concorde – prototypes, appareils de présérie et exemplaires de série – ont été construits à Toulouse chez Sud-Aviation ou à Filton chez British Aerospace (plus deux cellules pour essais statiques), six pour les essais et quatorze pour les vols commerciaux. Il y a ainsi eu :
- deux prototypes (un français et un britannique) ;
- deux appareils de présérie ;
- seize appareils de série dont :
  - les deux premiers, qui n'ont jamais fait de service commercial car la mise au point complète n'étant pas terminée,
  - les quatorze autres, firent les vols commerciaux, dont neuf qui étaient encore en service en avril 2003.

Sur les vingt appareils construits, dix-huit ont été préservés. Ils ont été remis par convoyage en vol, aux constructeurs, aux compagnies aériennes Air France et British Airways qui ont exploité l'avion supersonique, à des musées, à des aéroports ou des associations aux États-Unis, en Allemagne, en Grande-Bretagne ou en France. Les deux manquants sont le 211 qui servit de pièces de rechange avant d'être ferraillé, et le 203 qui s'est écrasé à Gonesse le 25 juillet 2000. Cela représente 90 % des appareils produits qui ne sont pas détruits, pour l'instant. Cela est très rare en aéronautique.

## Impact culturel, politique et économique
Cet avion, s'il n'a pas été un succès commercial, s'est révélé, en revanche, une très grande réussite technologique. Il reste un symbole fort de technologie ultramoderne malgré ses cinquante ans, et nombreux sont ceux qui aiment ses formes sculpturales. Il est de plus un symbole de fierté nationale pour beaucoup de gens au Royaume-Uni et en France — étant généralement considéré en France comme un avion français, et au Royaume-Uni comme un avion britannique.
L'économiste Jacques Sapir relève que le Concorde a permis la « diffusion des savoirs et des équipements dans l’industrie aéronautique française », un phénomène « essentiel pour le succès ultérieur du programme Airbus ».

### Records
Le Concorde détient toujours le record des liaisons commerciales les plus rapides :
- Paris / New York en 3 h 30 min (durée commerciale habituelle) ;
- New York / Paris en 2 h 59 min 40 s, record du 24 décembre 1989 ;
- New York / Londres en 2 h 52 min 59 s le 7 février 1996 ;
- tour du monde en vol supersonique sur avion de ligne, record des 15-16 août 1995[81] : en 31 h 27 min 21 s (avec escales), dont 18 h 40 min 8 s en vol supersonique[82].

Le passager qui a le plus souvent volé sur Concorde, un Britannique dénommé Fred Finn, a effectué 718 vols sur Concorde entre 1976 et 2003, dont trois le même jour,,.

### Concorde et la diplomatie

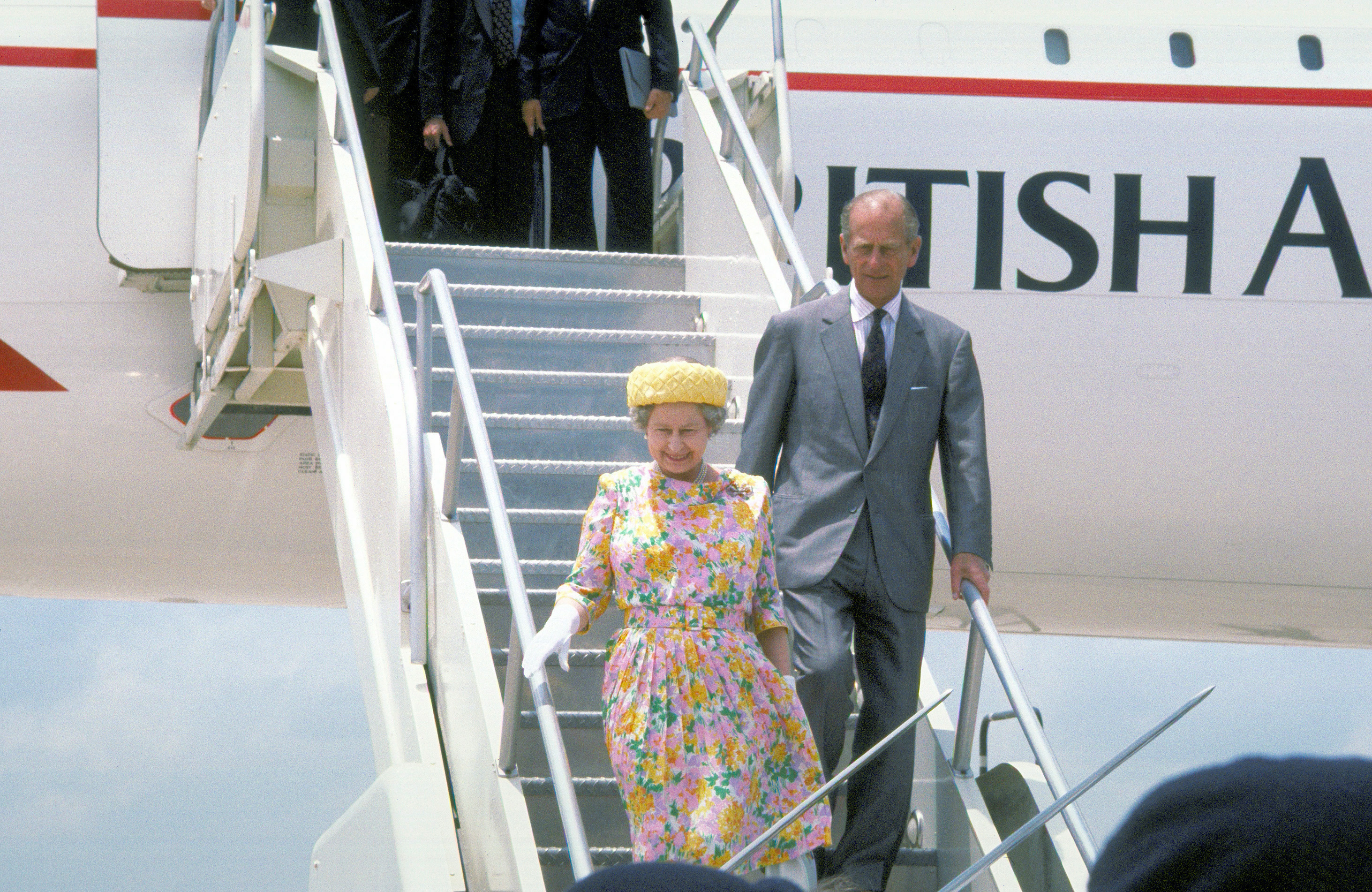
La Reine Élisabeth II et le Prince Philip Mountbatten descendant d'un Concorde à la Base aérienne de Bergstrom en 1991.

La vitesse et les horaires de Concorde (départ à 11 h de l'aéroport Paris-Charles-de-Gaulle et arrivée à 8 h 45 à l'aéroport John-F. Kennedy) ont facilité certaines négociations diplomatiques. Dans des moments critiques pour la paix dans le monde (Yougoslavie et guerre du Golfe), les diplomates et Kofi Annan, ex-secrétaire général de l'ONU, ont utilisé le Concorde dans les deux sens.
De plus, le passage des chefs d'État et diplomates à Paris pour prendre le Concorde était l'occasion d'une visite au locataire de l'Élysée avant de s'envoler vers leur destination finale.
En 1991, François Mitterrand a utilisé le Concorde pour se rendre en Arabie saoudite quelques jours avant la guerre du Golfe afin de rencontrer le roi et de soutenir les troupes françaises stationnées dans le Royaume.

### Prise en compte de l'opinion
La réaction des riverains d'aéroports contre la perspective d'importantes nuisances sonores dues aux vols a aussi représenté un changement social important. Avant les premiers essais en vol du Concorde, les nouveautés de l'industrie civile aéronautique étaient largement acceptées par les gouvernements démocratiques et leurs électeurs. Les protestations populaires, particulièrement sur le survol de la côte est des États-Unis, contre le bruit du Concorde ont marqué un point de rupture politique. Par la suite, les scientifiques et ingénieurs de domaines variés ont commencé à prendre en compte plus sérieusement les impacts environnementaux et sociaux de leurs innovations.
De ce point de vue, le grand bond en avant technique incarné par le Concorde a aussi été un bond en avant pour la sensibilisation du public et des médias aux conflits entre la technologie et les écosystèmes naturels, qui sont toujours d'actualité. Grâce à cela, beaucoup d'avions actuels produisent moins de particules polluantes et de nuisances sonores, et cela est peut-être une partie de l'héritage du Concorde. L'usage et la construction de murs antibruit le long des lignes SNCF de TGV et d'autoroute n'auraient peut-être pas été si développés sans les protestations des années 1970 au sujet de la pollution sonore des avions.

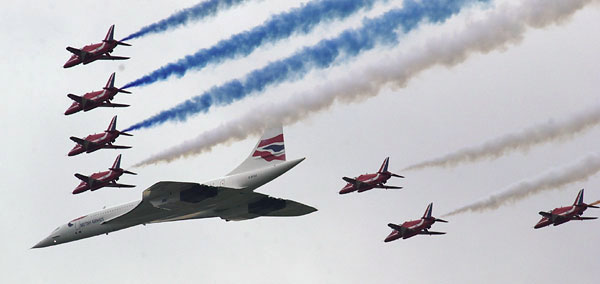
En 2002, au jubilé de la reine, un Concorde britannique avec de part et d'autre les Red Arrows.

Un billet sur une ligne régulière Concorde était un privilège pour les plus aisés. Cependant, certains vols charter circulaires — les boucles supersoniques — ou aller simple avec retour en voiture, train ou bateau, étaient organisés et accessibles à des passionnés moins fortunés.
Le Concorde est aussi apparu lors d'événements royaux au Royaume-Uni, volant parfois en formation avec la patrouille des Red Arrows. Il a aussi participé à de nombreux salons aéronautiques, et a été accompagné par la Patrouille de France.
Un timbre a été édité en France à son effigie, l'exemplaire en photo étant le F-BTSC. Un cachet premier courrier postal supersonique a également existé pour la première desserte de Rio de Janeiro par courrier postal en Concorde qui n'eut cependant pas de suite.
La Britannique Barbara Harmer et la Française Béatrice Vialle sont les deux seules femmes pilotes professionnelles du Concorde. Jacqueline Auriol a piloté l'appareil en tant que pilote d'essai.

### Avenir supersonique
En 1992, Aérospatiale Avions a présenté un avant-projet de supersonique « Alliance » dit ATSF pour Avion de Transport Supersonique du Futur. Ce projet devait transporter 250 personnes sur 10 000 km à une vitesse similaire (Mach 2). Grâce à un allongement plus important (2,2 au lieu de 1,56) la finesse aérodynamique aurait été de 10 au lieu de 7,3 pour le Concorde ; la consommation spécifique (rapportée à la poussée) restant du même ordre, 1,1 au lieu de 1,2 kg/daN/h), la consommation par passager pour 100 km serait descendue de 18 à 13 L. Les valeurs actuelles (en 2010) pour les avions subsoniques les plus économes sont de l'ordre de 2,5 à 3 L/100 km par passager,.
En novembre 2003, la compagnie EADS qui codétient Airbus (avec BAe Systems) annonça qu'elle travaillait avec des compagnies aériennes japonaises pour développer un avion plus grand et deux fois plus rapide (hypersonique) que Concorde. Le projet ZEHST a été présenté au salon international du Bourget en juin 2011.
Concernant les aides d'État à la recherche, le réseau « Recherche aéronautique sur le supersonique » créé en 2000 par la direction de la Technologie (ministère de la Recherche) a été clos en 2004.
Un accord de coopération entre le Groupement des industriels français de l'aéronautique et de l'espace (Gifas) et son homologue japonais SJAC a été signé lors du Salon du Bourget 2005. Le supersonique franco-japonais qui pourrait succéder au Concorde devrait transporter 250 personnes entre Mach 1,6 et 1,8 à 23 000 mètres d'altitude, sur 13 000 kilomètres. Son premier vol pourrait s'effectuer en 2017.
Les projets « hypersoniques » plus futuristes que réalistes étant mis de côté, il semble qu'un avion supersonique « possible » aurait une vitesse d'environ Mach 1,6, et des moteurs à double flux sans réchauffe présentant le meilleur rendement possible en subsonique. La question de la finesse aérodynamique, très inférieure à celle d'un avion subsonique, reste entière.
La compagnie britannique Reaction Engines Limited est engagée dans un programme de recherche appelé LAPCAT, financé à 50 % par l'Union européenne via l'Agence spatiale européenne (ESA). Ce projet a pour but d'étudier la possibilité d'un avion fonctionnant à l'hydrogène et transportant 300 passagers, l'A2. Cet avion hypersonique serait capable de voler entre Bruxelles et Sydney à Mach 5 en 4,6 heures. Il s'agit seulement d'une application prospective dérivée de leur projet d'avion spatial Skylon comprenant les technologies clefs, notamment le très innovant moteur hybride Sabre dont la variante appliquée à l'avion civil A2 s'appelle Scimitar ; celui-ci autorise l'entrée d'air à haute vitesse dans les moteurs, mais l'air est néanmoins refroidi et ralenti avant d'entrer dans le compresseur du moteur au moyen de l'hydrogène, embarqué dans d'imposants réservoirs, qui sert à la fois de refroidisseur et de carburant.
Un autre projet encore plus ambitieux est étudié par l'agence spatiale allemande (Deutsches Zentrum für Luft- und Raumfahrt) et soutenu également par l'Union européenne et l'ESA. Cet avion suborbital, le SpaceLiner, serait capable de relier l'Australie à l'Europe en seulement 90 minutes en atteignant une vitesse maximale supérieure à Mach 20.
La prochaine génération d'avion supersonique pourrait être l'avion Boom construit par l'entreprise Boom Technology, ou encore le Lockheed Martin X-59 QueSST (« Quiet Supersonic Transport »).

## Aspects juridiques du programme Concorde

### Cadre juridique du projet
La réalisation du Concorde est le résultat d'une coopération interétatique dont le fondement est l'accord du 29 octobre 1962 de Londres conclu entre la France et le Royaume-Uni « pour la construction d'un avion de transport supersonique civil ». Par ce traité, les gouvernements orchestrent le projet et chapeautent le travail des industriels. D'ailleurs, le traité entérine les accords passés entre industriels, c'est-à-dire entre les constructeurs français et les constructeurs britanniques. Il s'agit de l'accord du 28 novembre 1961 concernant l'ensemble propulsif, passé entre la Société française nationale d'études de construction des moteurs d'avion (SNECMA) et Bristol Siddeley d'une part, et de l'accord du 25 octobre 1962 concernant les éléments de cellule, conclu entre Sud Aviation et British Aircraft Corporation, d'autre part.
Ce traité a été modifié par 6 annexes ultérieures sur la définition technique des avions (annexe 1), quant à l'organisation au sein des industries nationales (annexes 2 et 3), portant calendrier du programme (annexe 4), définissant un plan de financement et un échéancier des engagements (annexe 5), et enfin relativement au partage du travail (annexe 6).
Le traité pose un principe d'une égalité parfaite entre les deux États : « le principe de la collaboration est le partage égal entre les deux pays, du travail, des dépenses engagées par les deux pays et du produit des ventes » (article 2).
À la suite de nombreuses « crises de coopération », en 1964, la Grande-Bretagne souhaite se retirer du programme mais l'accord ne contenant aucune clause de retrait, le projet commun pourra être mené à bien.

### Processus de certification

#### Sécurité: la certification de navigabilité
D'après l'article 31 de la Convention universelle de Chicago de 1944 relative à l'aviation civile internationale : « tout aéronef employé à la navigation internationale doit être muni d'un certificat de navigabilité délivré par l'État dans lequel il est immatriculé ». À cette fin, les États établissent les normes techniques, autrement appelées « règlements de navigabilité », à l'instar de la célèbre « FAR part 25 » (Federal Aviation Regulations part 25) contenant les prescriptions techniques de sécurité en matière de conception publiées par l'administration américaine. Les constructeurs se voient délivrer un certificat de navigabilité si leur avion est contrôlé par les États comme conforme à leurs règlements de navigabilité,.
Les constructeurs de Concorde déposent leur demande en 1960 auprès des administrations françaises et britanniques (la DGAC, direction générale de l'aviation civile, et l'ARB, Air Registration Board) et en 1965 auprès de l'administration américaine (la Federal Aviation Administration, FAA). Prévus pour 1966, les essais en vol ont finalement lieu en 1969 et le premier certificat est délivré en 1975. La rédaction de nouvelles normes de navigabilité s'est en effet avérée chronophage, pour combler ce qu'on appelle communément un vide juridique.

#### Absence de normes adaptées aux vols supersoniques
Dans les années 1960, les règlements de navigabilité nationaux sont adaptés aux caractéristiques des vols subsoniques, et ne peuvent pas répondre aux exigences du transport supersonique. De plus, les États-Unis travaillent aussi à la réalisation de leur programme supersonique (jusqu'en 1971, date de son abandon par le Sénat américain). Ils sont donc eux aussi dans l'obligation de faire évoluer leurs règlements de navigabilité, qui plus est, en commun avec les Anglais et Français.
D'une part, l'article 33 de la Convention de Chicago relative à l'aviation civile internationale de 1944 pose un principe de reconnaissance mutuelle de la validité des certificats : « Les certificats de navigabilité (…) délivrés ou validés par l’État contractant dans lequel l’aéronef est immatriculé, seront reconnus valables par les autres États contractants si les conditions qui ont régi la délivrance ou la validation de ces certificats (…) sont équivalentes ou supérieures aux normes minimales qui pourraient être établies conformément à la Convention ». Par « normes minimales », on entend notamment les normes fixées à l'annexe 8 (à la convention précitée de 1944) adoptée en 1949. Cette annexe 8 « Navigabilité des aéronefs » comprend les règles minimales en matière de sécurité des aéronefs et en matière de délivrance des certificats. Cette annexe, toujours en vigueur, a pour but d'assurer un standard minimal de sécurité des vols internationaux civils. Cela précisé, le principe de reconnaissance mutuelle n'est pas absolu dans sa portée, notamment au regard de la question de l'importation des avions.
Et d'autre part, dans les années 1960, des compagnies américaines se sont positionnées pour l'achat d'avions Concorde (notamment la compagnie Braniff). Or, en matière d'avions importés, des accords particuliers ont été conclus, en marge des accords bermudiens. Ici, l'accord du 26 septembre 1973 entre la France et la Grande-Bretagne stipule : « les autorités aéronautiques auront le droit de subordonner leur reconnaissance de toute certification émise par les autorités de l'État exportateur, à l'observation de toute exigence additionnelle que l'État importateur considère comme nécessaire pour être assuré que le produit atteint un niveau de sécurité équivalent à celui auquel conduirait l'application de la législation, de la réglementation et des exigences en vigueur en la matière pour un produit similaire fabriqué dans l'État importateur » (art. 4). L'accord du 28 décembre 1972 conclu entre les États-Unis et la Grande-Bretagne contient une disposition similaire. À travers la disposition précitée, il s'agit de garantir une compétition économique équitable entre avions importés et avions nationaux tout en tirant les standards de sécurité vers le haut.
Ainsi, en vertu de ces accords, les avions Concorde franco-anglais importés peuvent théoriquement se voir opposer par les Américains des prescriptions supplémentaires applicables aux avions supersoniques américains.
À ce stade de leur programme, les trois États protagonistes ont donc un intérêt commun à établir des normes harmonisées pour supprimer les obstacles juridiques dans la réalisation de leurs programmes technologiquement complexes et coûteux.

#### Élaboration normative tripartite: FAUSST
La coopération normative tripartite commence en 1961 avec une première conférence. La seconde se tient en 1963. Réunion des membres de la DGAC, du ARB et la FAA, la conférence prend le nom de « FAUSST » (French, Anglo, US Supersonic Transport), forum visant à créer des règlements de navigabilité harmonisés.
Après sept années, le Forum FAUSST débouche sur l'élaboration de normes communes en 1968 appelées « SST STANDARDS » (supersonic transportation standards) et qui servent ensuite de référentiel de certification.

#### Concorde finalement certifié en 1975 et 1979
Entre 1969 et 1975, deux mille heures de simulateur permettent de lever des doutes sur 8 000 points de certification
Mille sept (1007) heures de certification seront nécessaires pour lever les 2 000 restants. À l'issue de ce travail, Concorde reçoit son certificat de navigabilité de la DGAC (8 octobre 1975) puis du ARB (5 décembre 1975). Il recevra son certificat américain le 9 janvier 1979.

#### Nuisances: Concorde démuni de certificat
En plus d'un certificat de navigabilité, les aéronefs doivent aussi obtenir un certificat de limitation de nuisance attestant qu'ils respectent les normes en vigueur de limitation de bruit (et de pollution aérienne) ce qui inclut les minima de l'annexe 16 « bruit des aéronefs » (1971) à la Convention de Chicago. Mais Concorde ne possède aucun certificat de limitation de nuisances. En ce qui concerne le bruit plus particulièrement, la certification franco-britannique ou américaine aurait nécessité l'élaboration de normes acoustiques nouvelles adaptées aux supersoniques. Cependant, les États décident de ne pas se livrer à une telle opération. Concorde bénéficiera donc d'un « traitement de faveur ».
Notamment, la réglementation des États-Unis, la « FAR part 36 » fixant les niveaux acoustiques, n'a pas été adaptée aux supersoniques. L'administration américaine a décidé que les avions Concorde mis en service avant 1980 – soit tous les avions Concorde – seraient exemptés de plafonds acoustiques. Ils bénéficient de ce qui a été appelé la « clause du grand-père » aux États-Unis (voir ci-après).
Au sein de l'OACI, ce traitement privilégié se retrouve dans l'ancien chapitre 12.2 de l'annexe 16 « bruit des aéronefs » (actuel chapitre 3 modifié) : pour les demandes de certification de supersoniques introduites avant 1975 (c'est le cas de Concorde), aucun niveau acoustique n'est applicable.
Pour de nombreux pays de l'époque, accueillir Concorde est un honneur, et ils sont prêts à accepter son atterrissage sur leurs sols, même non muni d'un certificat de nuisances (Brésil, Sénégal, Mexique notamment). Ils se révèlent des « destinations accueillantes ».
Enfin, les certificats de limitation de nuisances ne bénéficient pas du principe de reconnaissance mutuelle.

### Statut juridique du bang supersonique
En raison des craintes des populations survolées, le 31 août 1966, un arrêté du Premier ministre français crée une commission « chargée d'étudier les implications d'une éventuelle expérimentation destinée à étudier la tolérance des populations au bruit engendré par le vol supersonique ».
L'Organisation de l'aviation civile internationale (OACI) vote également une première résolution no A-16-4 en septembre 1968 sur le sujet, qui est complétée par une deuxième en 1978 (no A 22-14) dénommée « problèmes techniques et économiques que pose la mise en service commerciale d'avions supersoniques ». L'OACI y invite les États qui ont entrepris la construction d'avions supersoniques à lui présenter des propositions sur la manière de protéger les populations des effets du bang.
Finalement, le 28 mars 1973, malgré les espoirs franco-britanniques, la FAA interdit le survol du territoire américain en mode supersonique dans sa réglementation FAR 91. En cette même année 1973, l'Allemagne, le Canada, le Danemark, le Japon, la Norvège, les Pays-Bas, la Suède et la Suisse imitent les États-Unis. Cette interdiction finit par se généraliser dans le monde.. Concorde ne pourra survoler à vitesse supersonique que les territoires aériens adjacents à la haute mer (zone internationale). Les terres habitées seront survolées en mode subsonique, le temps de rejoindre la limite des eaux territoriales. Les routes au-dessus des eaux internationales (océans) seront donc privilégiées pour les vols Concorde. Enfin, la seule compagnie américaine (Braniff) à exploiter l'avion assure les lignes intérieures américaines en mode subsonique.

### Procédures judiciaires pour atterrir à l'aéroport New York JFK

#### 4 février 1976: l'autorisation fédérale d'atterrir aux États-Unis
Au moment de délivrer aux compagnies un permis d'exploitation du Concorde sur le sol américain, le contexte américain est assez peu favorable. Sur le plan politique fédéral par exemple, dès 1975 un sénateur et un représentant tentent d'introduire une proposition de loi pour supprimer les aides fédérales aux aéroports laissant atterrir des avions supersoniques ne respectant pas la FAR 36. La tentative échoue, comme les suivantes intentées jusqu'en 1977.
L'administration américaine délivre finalement aux compagnies Air France et British Airways un permis d'exploitation sur le sol américain. Dans sa décision du 4 février 1976, les deux principaux arguments juridiques de la décision du secrétaire d'État W. T. Coleman sont les suivants :
- la FAR 36 n'est pas applicable aux supersoniques ; par ailleurs, 80 % des subsoniques américains ne la respectent pas - les Boeing 747 sont quasiment aussi bruyants que Concorde ; refuser l'accès de Concorde au territoire américain est donc de nature discriminatoire ; l'équité commande d'autoriser l'accès de Concorde au sol américain ;
- conformément au National Environmental Policy Act (NEPA), la FAA a réalisé une étude d'impact ne permettant pas d'établir que Concorde représente une menace particulière pour l'environnement.

Concorde est donc autorisé à atterrir aux États-Unis au titre d'une période test de 16 mois, puis définitivement en juin 1978.
La décision administrative « Coleman » fait l'objet d'un recours produit par le Comté de Fairfax dans lequel se situe l'aéroport de Washington Dulles et par une association de protection de l'environnement appelée Environmental Defense Fund.
Finalement, la juridiction américaine saisie confirme la décision Coleman qui devient pleinement exécutoire le 19 mai 1976.
Si Concorde peut atterrir à Washington dès le 24 mai 1976, il devra attendre plus d'un an et demi pour atterrir à New York JFK en raison d'une décision du 11 mars 1976 prise par l'Autorité Portuaire des États de New York et du New Jersey, qui gère l'aéroport de New York JFK.

#### 11 mars 1976: l'interdiction locale d'atterrir à New York JFK

##### Coup d'arrêt pour la réalisation du programme
Atterrir à New York est évidemment crucial pour la réussite du programme Concorde. Or, le 11 mars 1976, l'Autorité Portuaire de New York et du New Jersey vote une résolution refusant temporairement l'accès de Concorde aux installations portuaires de l'aéroport JFK de New York. L'autorité motive l'interdiction par le non-respect des limites maximales fixées par l'autorité elle-même (à savoir 112 PN décibels, Perceived Noise Decibels, « bruit perçu ») et par la production de basses fréquences aux effets inconnus sur la santé. À l'époque, les douze commissaires constituant l'Autorité sont directement sous l'autorité de l'État de New York, dont le gouverneur Hugh Carey est un des plus influents détracteurs du Concorde.
Les compagnies et constructeurs du Concorde s'emploient alors activement à démontrer à l'Autorité que l'avion peut respecter les 112 dB en utilisant les pistes 31L et 22R avec une procédure de décollage particulière, et que Concorde n'émet pas de basses fréquences dangereuses.
L'Autorité renouvelle son interdiction le 11 mars 1977 puis le 7 juillet 1977 pour une durée indéterminée. Après une campagne active mais infructueuse de communication auprès de l'Autorité, les compagnies, constatant le temps perdu, portent l'affaire devant la justice américaine.

##### Une interdiction annulée par la justice américaine
Tout se joue en appel le 14 juin 1977. Le juge Kaufmann donne d'abord raison à l'Autorité en rappelant l'affaire City of Burbank vs. Lockheed Air Terminal de 1973. Dans cet arrêt précité, la Cour Suprême admet que la compétence fédérale (à travers la FAR 91 et en particulier la FAR 36) ne fait pas obstacle à celle des propriétaires d'aéroports d'édicter des niveaux acoustiques complémentaires. Cependant, le juge Kaufman pose une réserve à cette compétence : « les propriétaires peuvent refuser l'accès de leurs aéroports à des avions considérés trop bruyants, à condition qu'un tel refus ne soit ni arbitraire ni discriminatoire ». Or, à l'audience, l'Autorité, si elle reconnaît que Concorde peut respecter les 112 Décibels, ne parvient toujours pas à démontrer l'existence de basses fréquences dangereuses pour la santé malgré 17 mois d'études. L'inaction publique est jugée déraisonnable et donc discriminatoire envers un aéronef étranger. Le 17 octobre 1977, la procédure judiciaire se termine et Concorde peut atterrir à New York le 22 novembre 1977.

## Hommages

### Cinquante ans du premier vol du Concorde
Le 2 mars 2019, un peu partout dans le monde on fêtait les cinquante ans du premier vol du Concorde. En effet, ce fut le 2 mars 1969 que s'élançait dans les airs le tout premier Concorde 001 depuis l'aéroport de Toulouse-Blagnac, à 15 heures passées de 38 minutes.
Le musée Aeroscopia à Toulouse organise à cette date une journée spéciale où étaient prévues différentes activités. Comme par exemple, la visite du cockpit du Concorde 201, le premier Concorde de série ou encore une séance de dédicace en présence de Gérard Maoui, le coauteur du livre Concorde La légende du supersonique (André Rouayroux et Gérard Maoui, Éditions Privat, 2018).
Le musée aérospatial de Bristol a organisé un événement singulier. Le nez et la visière du Concorde 216 (immatriculé G-BOAC) ont été mis en mouvement. Pour cela le circuit hydraulique du Concorde a été re-pressurisé et certains circuits électriques ont dû être réactivés.

### Classement monument historique duConcorde 001
Le Concorde 001 exposé à Aeroscopia Blagnac est classé monument historique par la ministre de la culture Rachida Dati le 5 mai 2025.

## Produits dérivés

### Jeux et jouets
En août 2023 la marque de jouets de construction danoise Lego annonce sortir dans le monde une reproduction de l'avion franco-britannique dans sa gamme Lego Icons. Ce produit est alors annoncé à destination d'un public adulte.
Depuis mars 2022, le Concorde est présent dans le magasin du jeu de simulation Microsoft Flight Simulator 2020. Il inclut des fonctionnalitées réalistes comme les réchauffes, le vol supersonique ou encore la génération de vortex à forte incidence.

### Filmographie et documentaires télévisés
- Plus vite que le Soleil, film documentaire de 12 min tourné en 35 mm, produit en 1976 par Air France et réalisé par Robert Enrico, avec Claudine Auger dans le rôle principal et Sylvain Seyrig qui joue son fils, sur une musique de Vangelis Papathanassiou ;
- Airport 80 Concorde de David Lowell Rich, 1979 ;
- Le Concorde d'Alain Le Kim et Isabelle Chapman, dans la série Les ailes de France sur Planète+, 1997 ;
- Concorde, un avion d'exception de Bruce Vigar, 2003.

#### Bases de données et dictionnaires
- Ressource relative aux beaux-arts :   - British Museum
- Notices dans des dictionnaires ou encyclopédies généralistes :   - Britannica
  - Brockhaus
  - Den Store Danske Encyklopædi
  - Gran Enciclopèdia Catalana
  - Hrvatska Enciklopedija
  - Nationalencyklopedin
  - Store norske leksikon
  - Universalis
- Notices d'autorité :   - BnF (données)
  - LCCN
  - GND
  - Espagne
  - Pologne
  - Israël
  - Tchéquie